# 定期観光バス
定期観光バス（ていきかんこうバス）とは、日本の道路運送法において、一般乗合旅客自動車運送（乗合バス）事業に分類されるバス事業の一種。具体的には路線定期運行を行うバスのうち、定期観光運送に係る運賃（道路運送法施行規則第10条第1項第1号イ）を適用するものをいう。
定期観光バスの中には「観光周遊バス」として運行されているものもあるが、統計やデータベースでは定期観光バスを「観光周遊バス」から除外しているもの（「観光周遊バス」を予約不要で観光地を循環する形態で1日に数便運行される形態などに限る）もある。なお、定期観光バス（道路運送法）に類似するものに募集型企画旅行（旅行業法）があるが両者は異なるものであり、日本の周遊バスには路線バスの一形態として定期観光バスで運行されるものと、旅行商品として募集型企画旅行の形態をとるものの2通りがある。

## 概要
広義の観光バスのうち、道路運送法の分類では一般貸切旅客自動車運送（貸切バス）に属するものに狭義の貸切バスや都市間ツアーバスなどがある。一方、一般乗合旅客自動車運送（乗合バス）事業に分類されるものが定期観光バスである
法律上は乗合バスであり、路線バスに分類されるバスの運行形態である。ルートは予め設定されておりガイド等が同乗することが多い。
法的には路線バスであるため、基本的に乗客が途中乗車・途中下車をすることもあるが、交通手段よりも旅行商品としての性格が強く予約制であることが多い。また旅行商品としての性格から途中の観光地の入場券や食事をセットにして販売されているものが一般的である。
定期観光バスの運賃は時間距離併用制を原則とするが、定期観光バスの系統が1系統しかない場合や、2以上の系統がある場合でも運行距離と所要時間が概ね比例している場合には距離制によることができるとされている。

## 歴史

### 各地での歴史

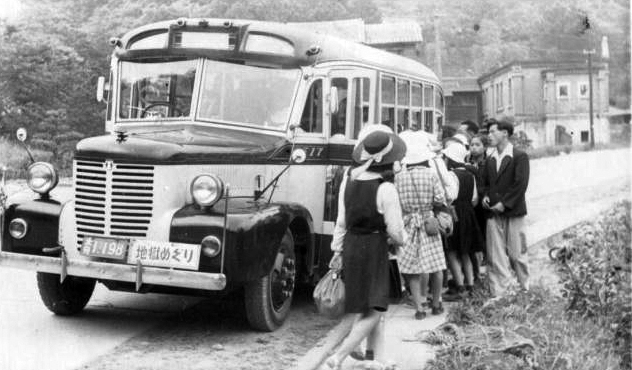
別府地獄めぐり定期観光バス（1950年代）

東京
東京で初めての定期遊覧乗合バスは、1925年（大正14年）12月15日に運行開始された。日本記録認定協会の日本記録名では「日本で初めての定期観光バス」とされている。東京遊覧乗合自動車および東京乗合自動車による運行で、上野を起点として日比谷公園・銀座通り・愛宕山・明治神宮などを遊覧した。戦時色が濃くなる1940年（昭和15年）9月18日まで運行されていた。
別府
別府温泉の「別府地獄めぐり」が「国内で最も長い歴史を持つ定期観光バス」とされることもある。亀の井遊覧自動車の運行で1928年（昭和3年）1月に始まった。後の亀の井バスで油屋熊八によって別府地獄めぐりの遊覧輸送目的に亀の井旅館のバス事業部として設立された。また、女性バスガイドは油屋熊八が発案した「地獄めぐり遊覧バス」で最初に導入された。現行の亀の井バスの別府地獄めぐりコースでも当時の七五調ガイドが一部に用いられている。
京都
京都市の京都定期観光バス（運行会社：京阪バス）は京都遊覧乗合自動車（京都定期観光バスの前身）によって、1928年（昭和3年）4月18日に開業した。1935年（昭和10年）には嵐山への運行を開始した。1951年（昭和26年）には会員制の京都市内夜の観光バス営業開始した。

### 鉄道周遊券との関係
国鉄時代からJR初期に発売されていた一般周遊券・グリーン周遊券では、周遊指定地だった地域で運行されている定期観光バスの指定コース を周遊券に組み込むと、周遊指定地1箇所訪問の条件を満たしていた。 こともあり、日本の主要観光地では定期観光バスが運行されていた。しかし後述する観光形態の多様化や1998年の周遊きっぷの登場に伴う一般周遊券・グリーン周遊券の廃止、バス業界の経営環境の変化などが影響して、定期観光バスが運行されている都市や観光地は減少傾向にある。

## 導入
定期観光バスの導入経緯には次のような例がある。
- 観光客の増加による開設[8]
- 博覧会開催時に遊覧バスとして開設後、観光地の遊覧バスとしてコース新設[8]
- 国際都市として観光客誘致のために開設[8]
- 観光・文化施設（博物館、美術館、伝統工芸館等）の公共交通のアクセスが良くないため周辺観光・文化施設を周遊するバスを運行[8]

## 運行形態

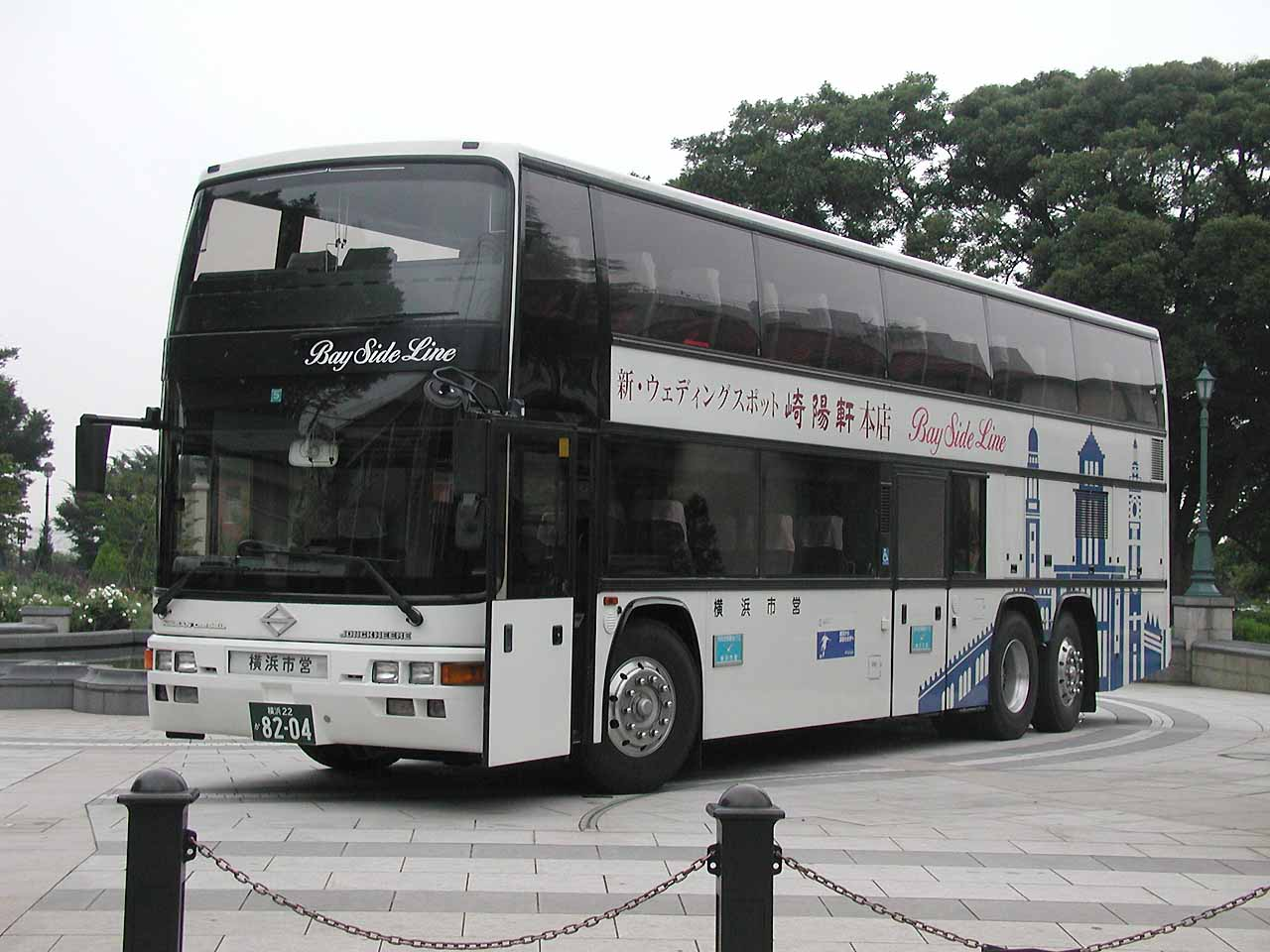
横浜市交通局「横濱ベイサイドライン」
ヨンケーレ・モナコ

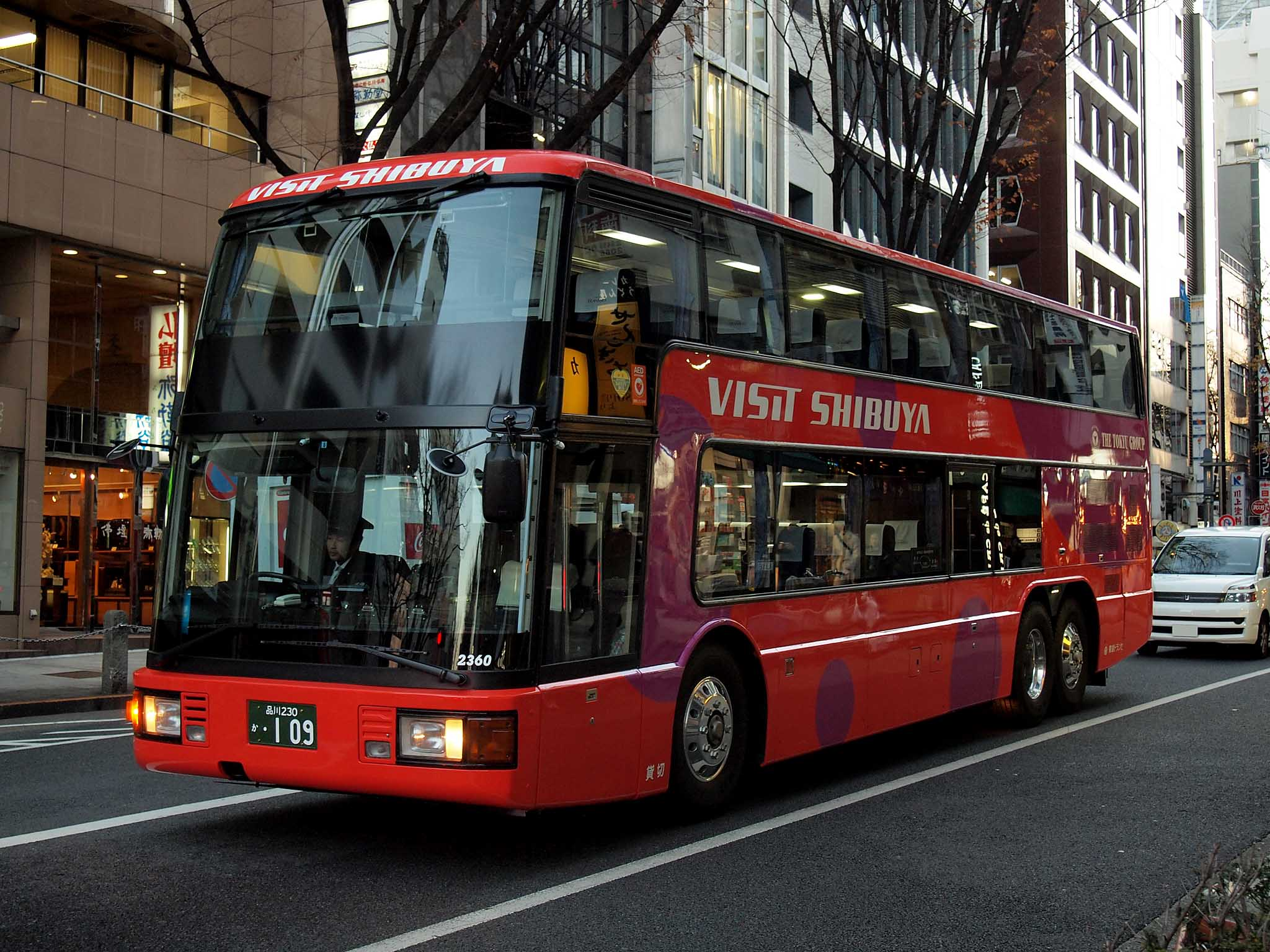
東急トランセ「VISIT SHIBUYA号」
三菱ふそう・エアロキング

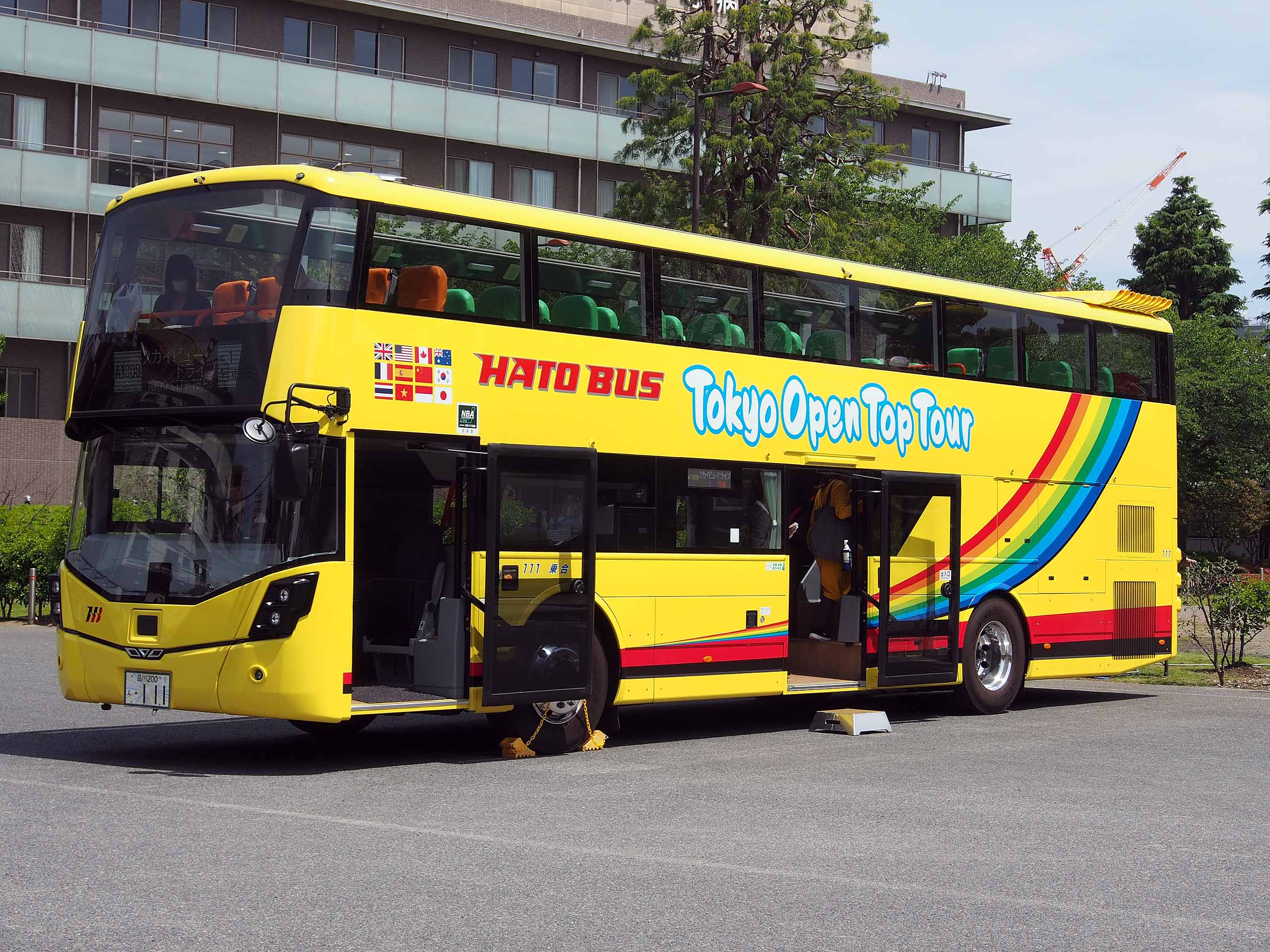
はとバスのオープントップバス
ライトバス・エクリプスジェミニ3

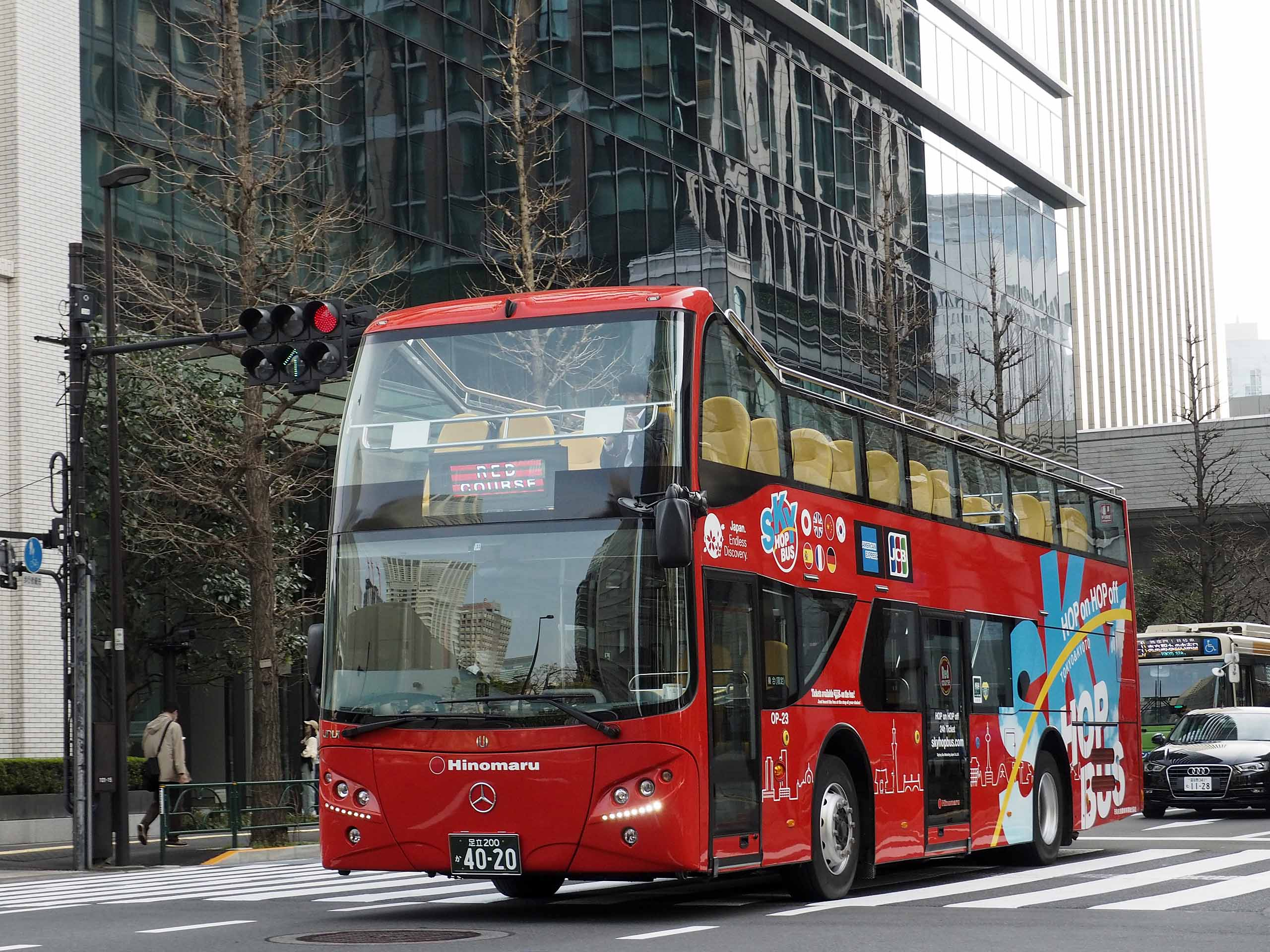
日の丸自動車興業「スカイバス東京」
ウンヴィ・ウルビス

定期観光バスの運行形態には次のような区分がある。
営業主体による区分
公営、民営、第三セクターがある。
運行ルートによる区分
単一ルートと複数ルートまたはシャトル型と循環型に分けられる。
運行エリアによる区分
一市町村内型（狭域型）と複数市町村経由型（広域型）がある。
運行期間による区分
通年型、季節型、日祝日型、期間限定型に分けられる。
運行頻度・時間帯による区分
1日1便型、朝昼各1便型、多頻度型（都市型）に分けられる。
所要時間による区分
半日コース、1日コース、泊り掛けコース（2日以上）に分けられる。
立寄り先による区分
見物型と体験型がある。

## 運行している地域と事業者
季節運行を含め運行されているものを例示する。地域・観光スポットは大まかなもの。一般路線バスの一種である観光周遊バスは除外する。

### 北海道
- 札幌市（北海道中央バス）[9]
以前は札幌市交通局が運行
- 小樽市（北海道中央バス）
- 函館市（函館バス、HKB（旧・檜山観光バス）。過去には北都交通も運行していた）
- 江差町・松前町（函館バス）
- 帯広市（十勝バス）
- 釧路湿原・摩周湖・阿寒湖（阿寒バス）
- 稚内市、利尻島、礼文島（宗谷バス）
- 根室市・納沙布岬（根室交通）
- 網走市（網走バス）
- 知床国立公園（斜里バス）

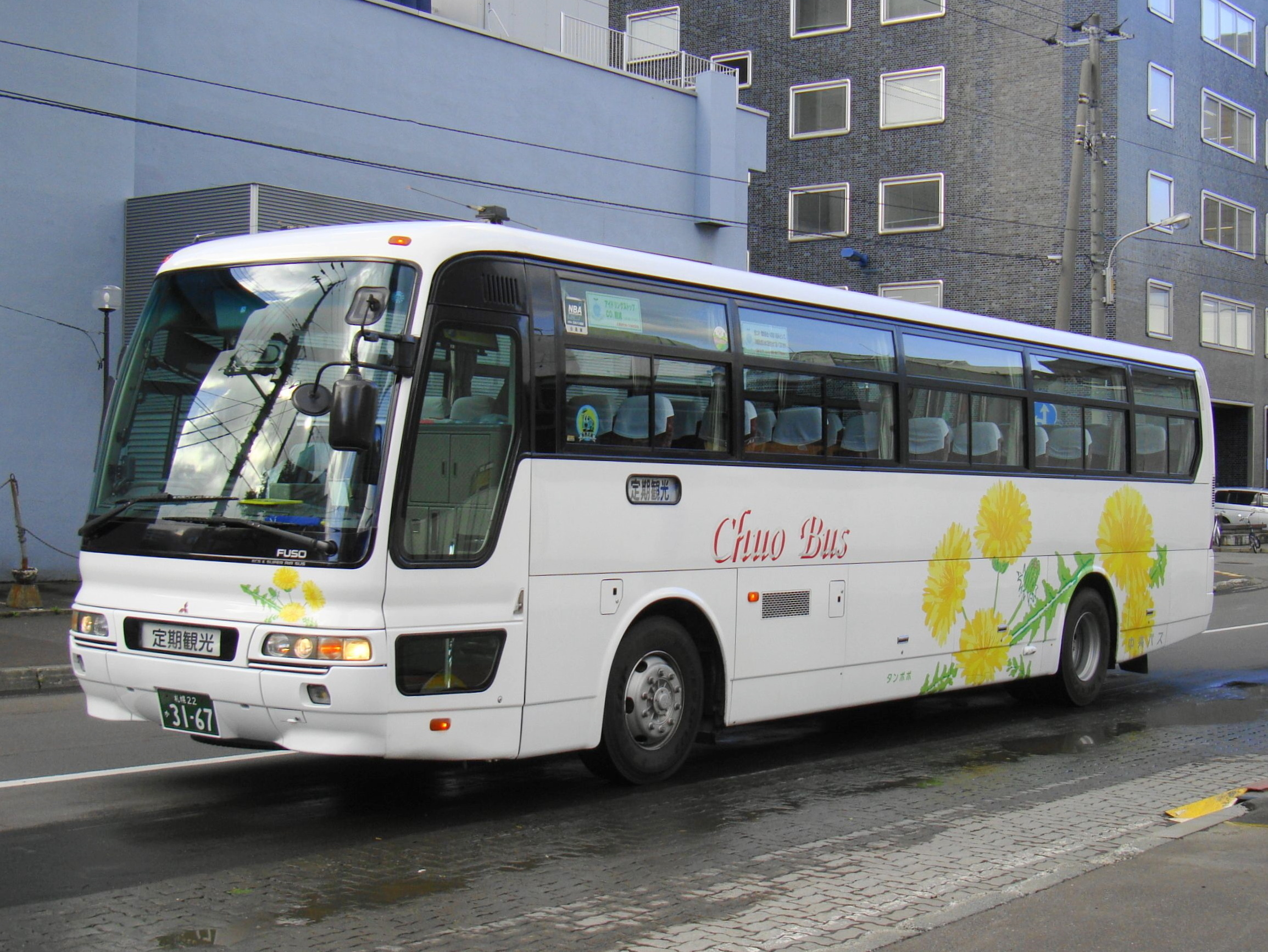
北海道中央バス（札幌市）
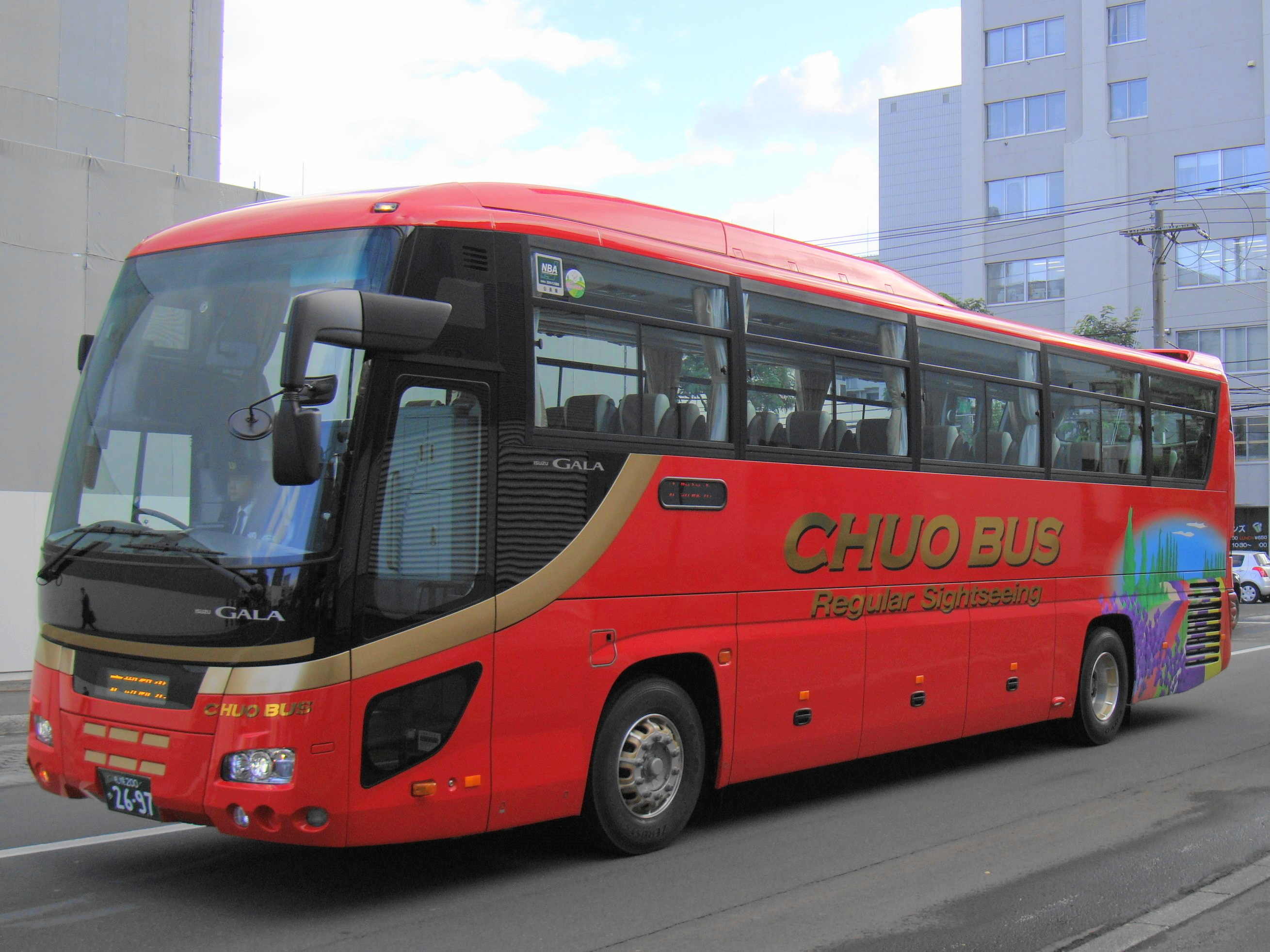
北海道中央バス（小樽市）
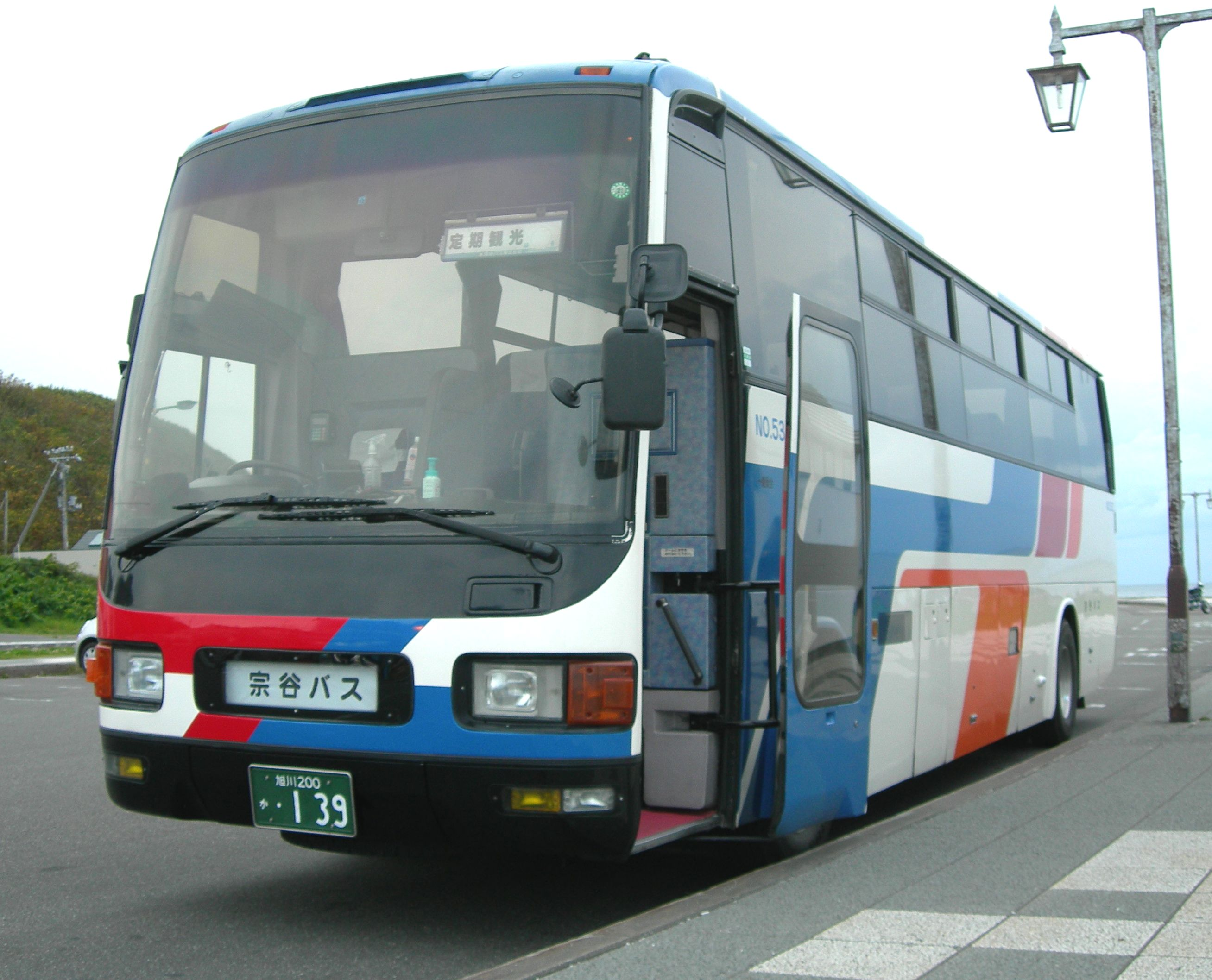
宗谷バス（稚内市）
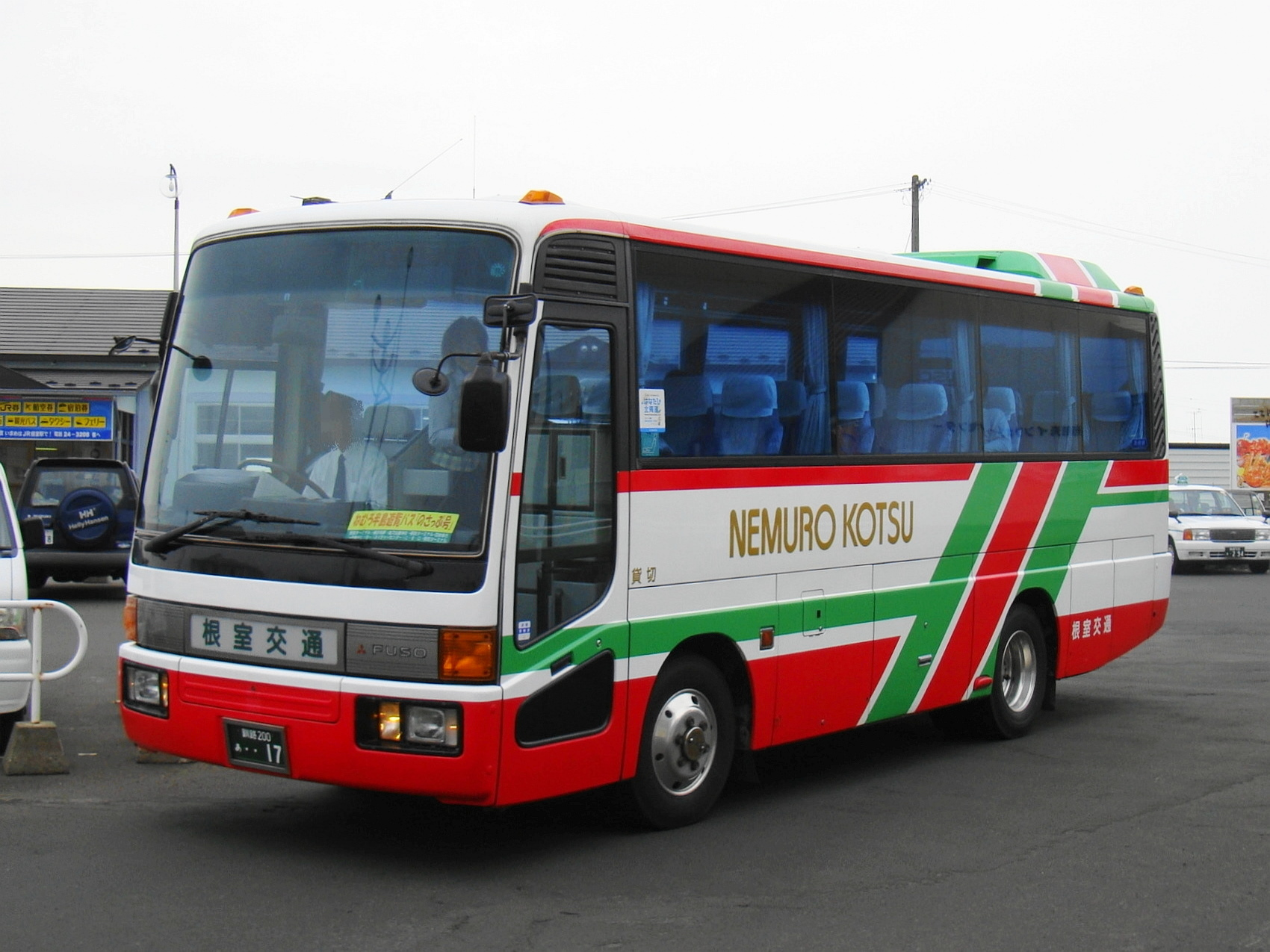
根室交通（根室市、納沙布岬）
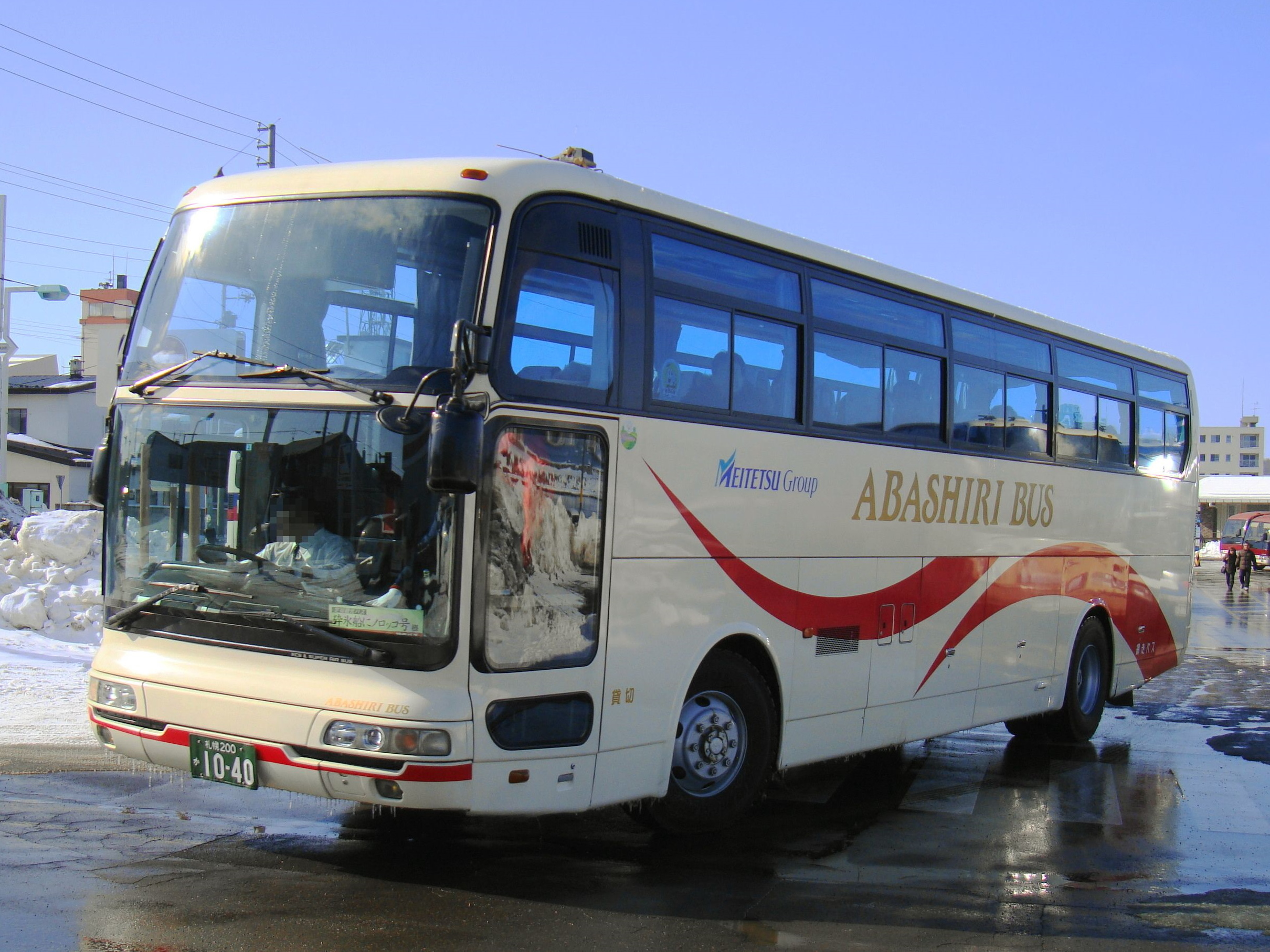
網走バス（網走市）
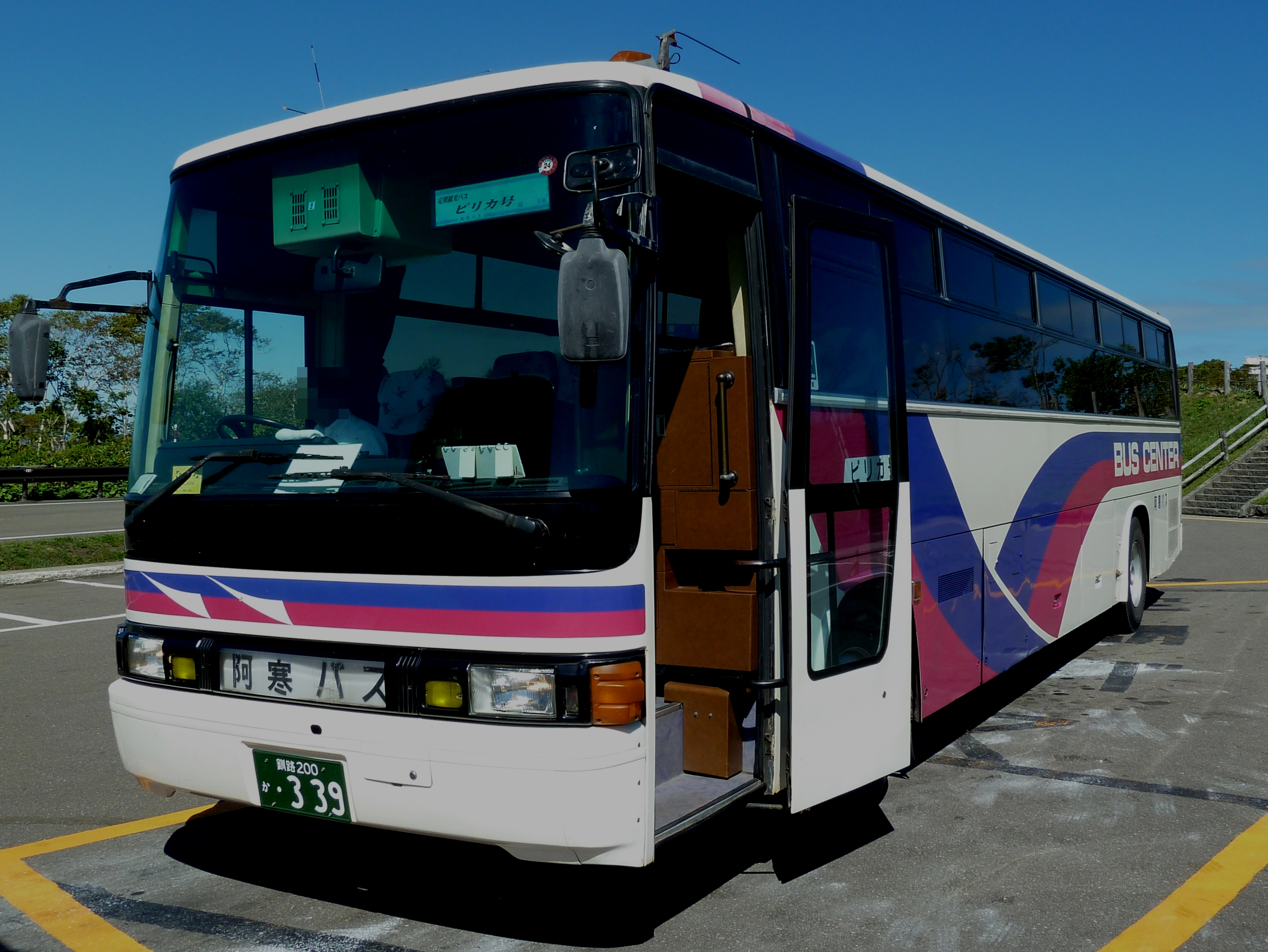
阿寒バス（摩周湖・阿寒湖・釧路湿原）

### 東北
- 下北半島（下北交通、ジェイアールバス東北）
- 男鹿半島（秋田中央交通）
- 平泉町・厳美渓（岩手県交通）
- 盛岡市・小岩井農場（岩手県交通）
- 仙台市・松島・塩釜神社（宮城交通、仙台バス）※共同運行ではない
- 蔵王（宮城交通）
- 会津若松市（会津乗合自動車）

### 関東
- 東京都23区（はとバス、日の丸自動車興業「スカイバス東京」、 東急トランセ「SHIBUYA STREET RIDE」）
はとバスは横浜や奥多摩など東京近郊へも運行
- 鎌倉市・江ノ島（江ノ電バス藤沢）
東京発のコースは京浜急行バス・はとバスの共同運行
- 日光市（東武バス日光）
以前は東武鉄道～日光交通が運行。東京発のコースは東武バスセントラル・はとバスの共同運行。季節運行の宇都宮発のコースをジェイアールバス関東が運行。
- 館山市・南房総市（ジェイアールバス関東・日東交通）※季節運行
- みなかみ町・谷川岳（関越交通）
以前は東武鉄道が運行
- 伊香保温泉・榛名山（群馬バス）

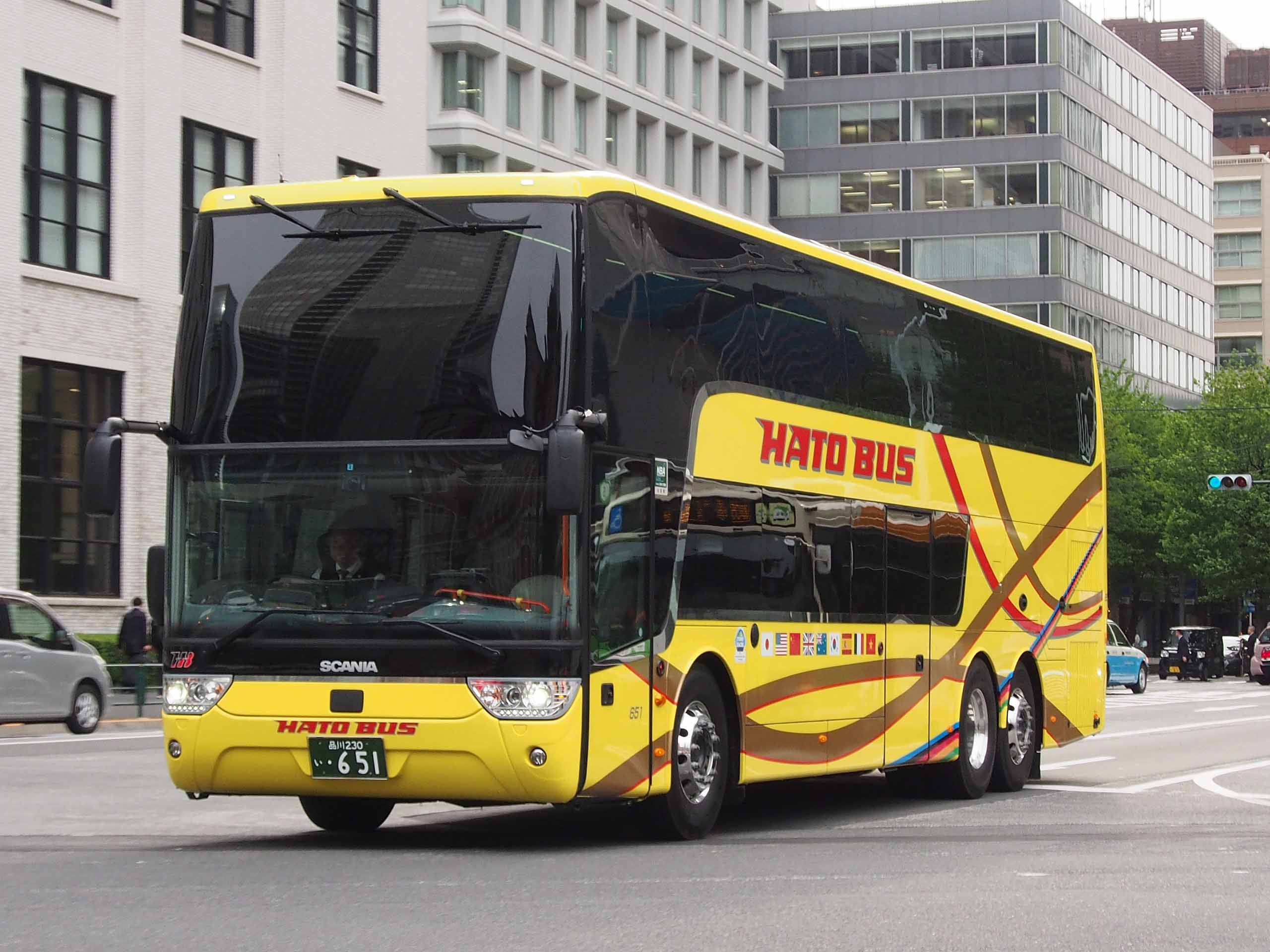
はとバス（東京都および近郊）
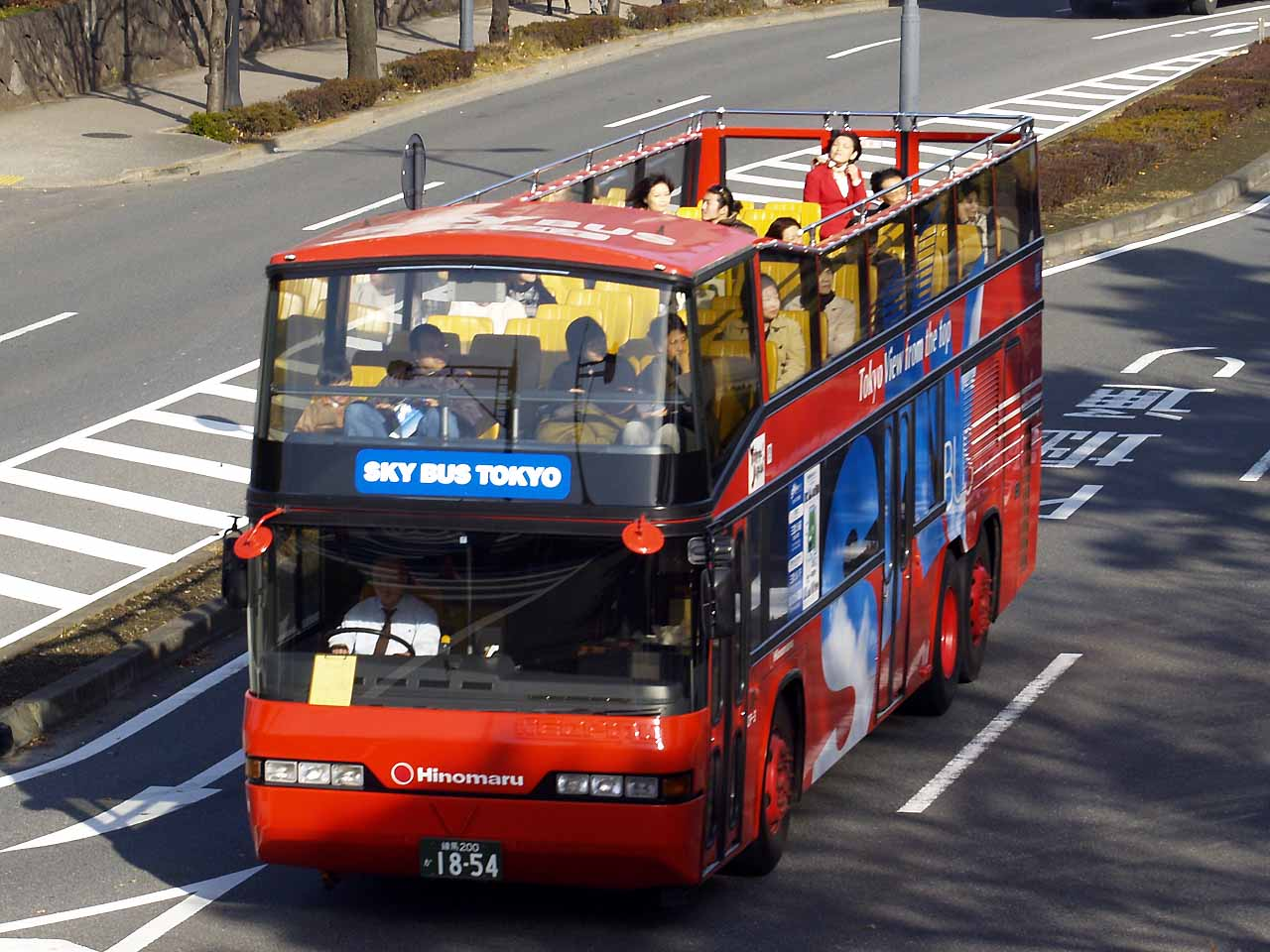
日の丸自動車興業（東京都）
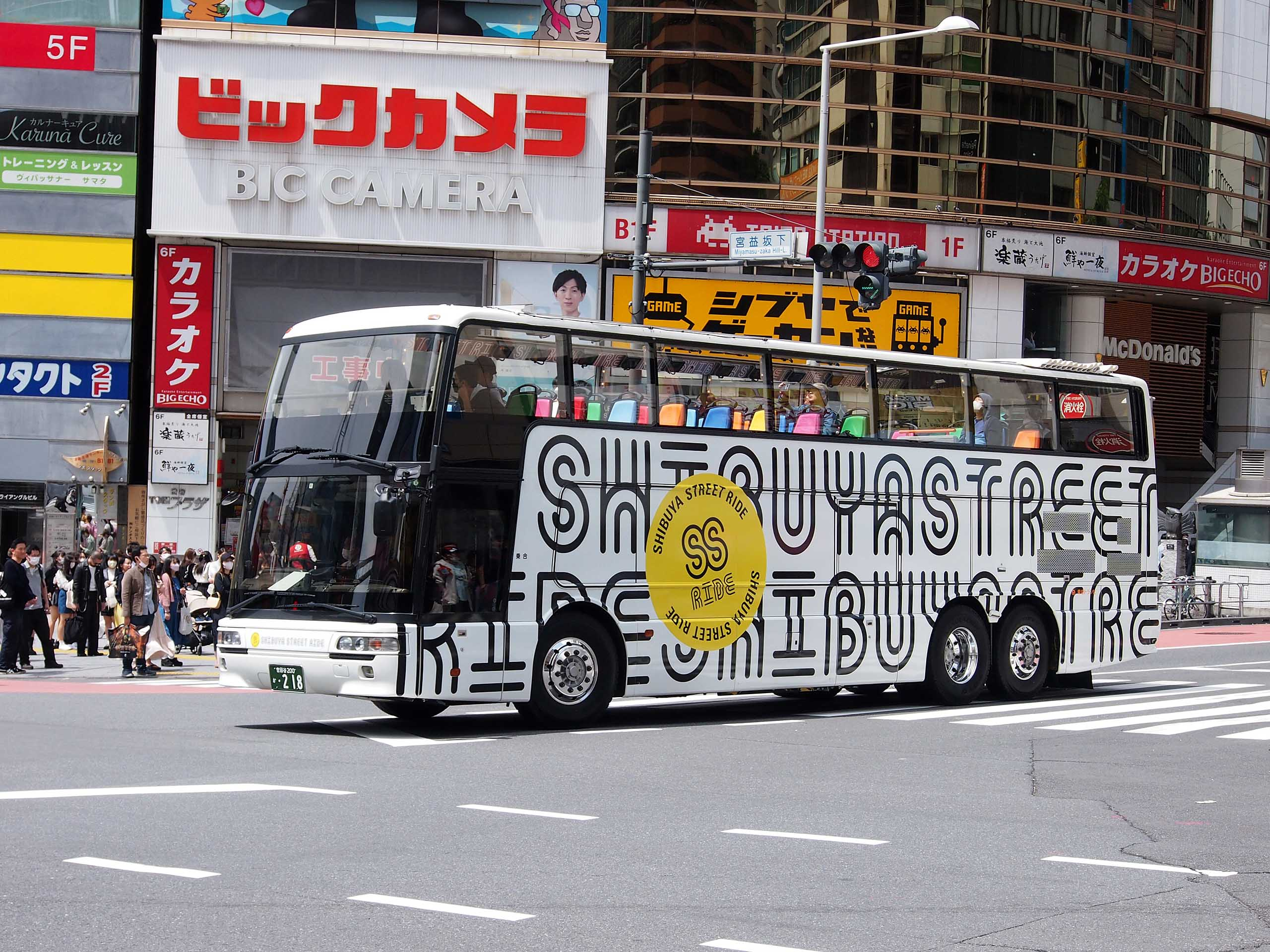
東急トランセ（東京都）
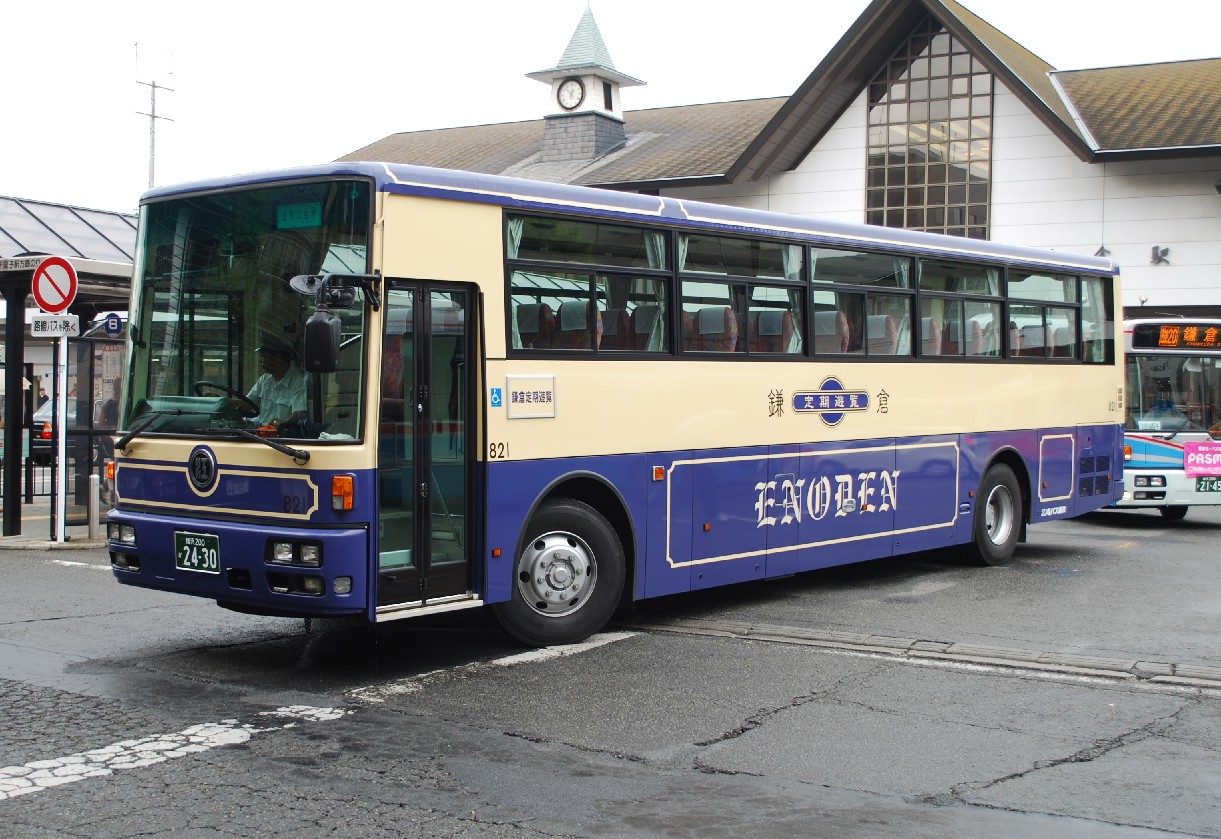
江ノ電バス藤沢（鎌倉市）
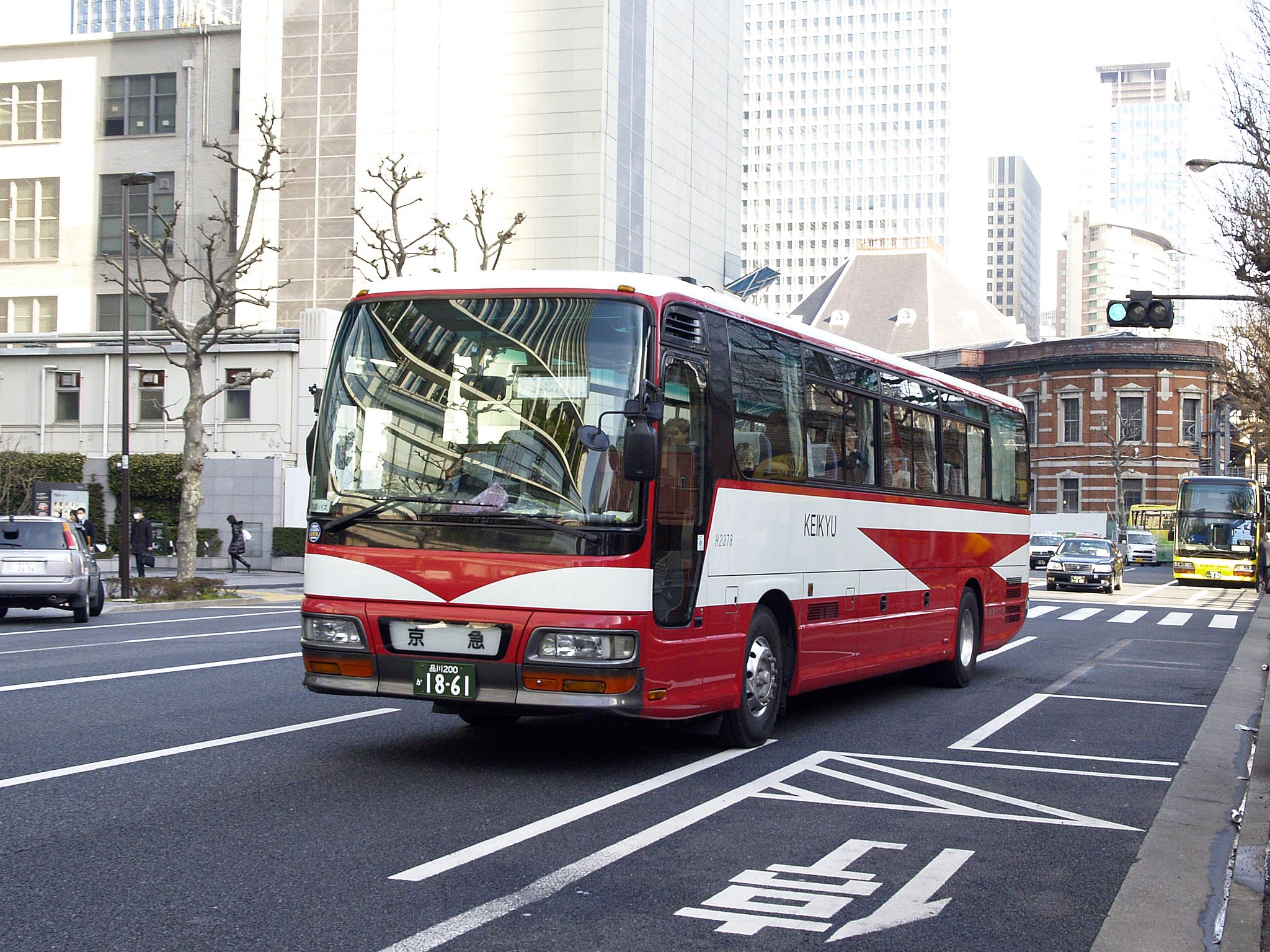
京浜急行バス（鎌倉市）
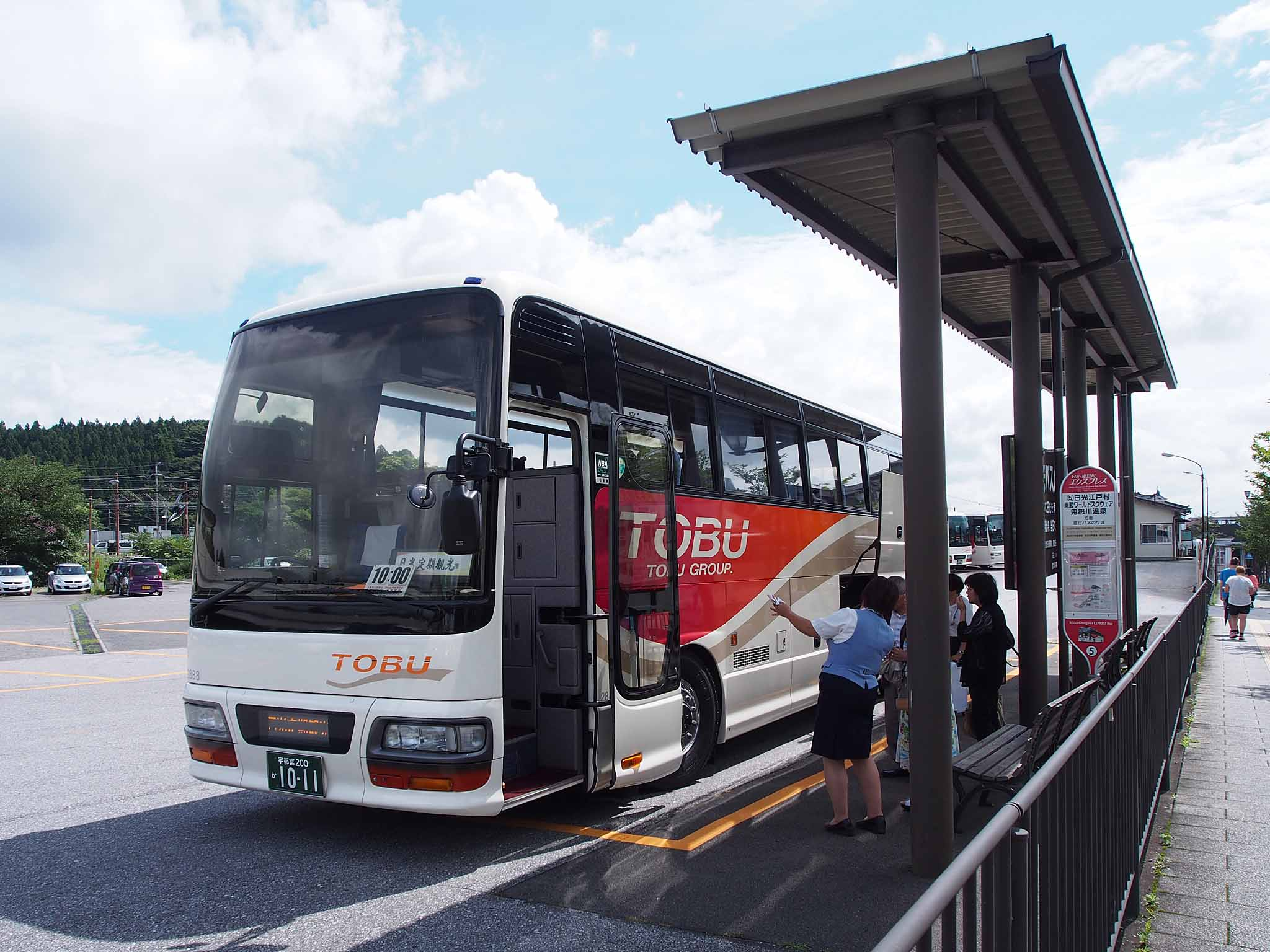
東武バス日光（日光市）

### 中部
- 富士山麓・富士五湖（富士急行）
現地発着の定期観光コースがしばらく途絶えていたが、2016年4月より富士急山梨バスが運行開始。他に東京駅発着のコースをフジエクスプレスとはとバスが共同運行。昭和期には中央高速バスの新宿高速バスターミナル発着コースも設定されていた。

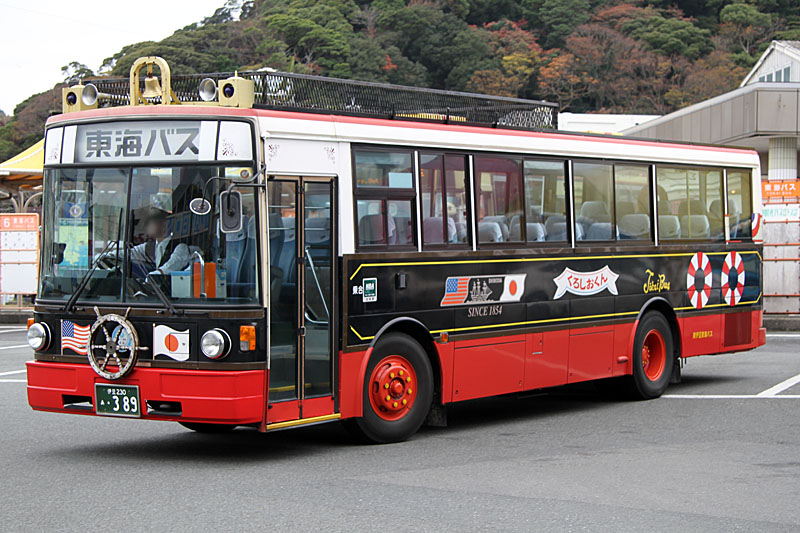
伊豆半島（東海自動車、伊豆箱根バス）
- 静岡市、日本平・三保の松原（しずてつジャストライン）[注釈 4]
- 伊勢志摩国立公園：伊勢神宮・伊勢市・鳥羽市・志摩市（三重交通）
- 飛騨・白川郷（濃飛乗合自動車）
- ビーナスライン・蓼科高原・白樺湖・霧ヶ峰（千曲バス）
軽井沢から運行。以前は上諏訪からも諏訪バスが運行していた。
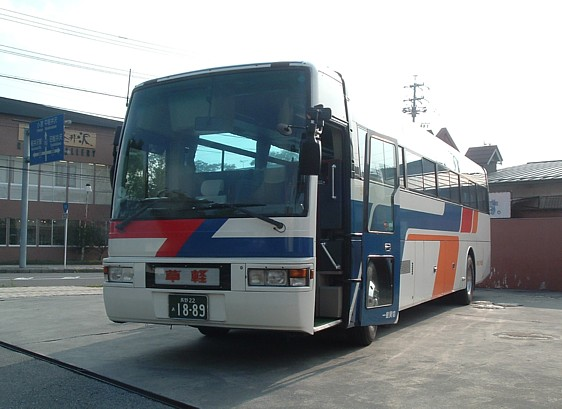
浅間高原・軽井沢町（草軽交通）
- 長野市・善光寺・小布施町・戸隠神社（ジェイアールバス関東）
以前は川中島バス（現、アルピコ交通）が運行。1998年長野オリンピックの会場となったエムウェーブ見学やそば打ち体験を組み込んだコースも設定されていた。
- 金沢市・能登半島（北陸鉄道）
- 富山市（富山地方鉄道）
2019年・2020年に期間限定で2階建てオープントップバス「スカイバス東京」専用車を借り入れて運行[10]。
- 佐渡島（新潟交通佐渡）

- 南伊豆東海バス（伊豆半島）
- 草軽交通（浅間山）

### 近畿
- 琵琶湖周辺（近江鉄道）
- 京都市とその周辺（京阪バス、奈良交通、丹後海陸交通、近江鉄道、明星観光バス）
以前は京都市交通局との共同運行

- 天橋立、丹後半島周辺（丹後海陸交通）
- 奈良市、斑鳩町（奈良交通）
- 大阪市（近鉄バス「OSAKA SKY VISTA」）
2014年7月に上本町発着でスタート、2016年2月に大阪駅JR高速バスターミナル発着に変更した。2階建てオープントップバスによる運行。
かつては大阪市交通局が大阪駅前から2階建てバス「にじ号」で運行していたが2008年3月をもって撤退している。
- 神戸市（神姫バス）
以前は神戸市交通局が運行していたものを継承。2017年から2020年まで日の丸自動車興業よりオープントップバス「スカイバス東京」専用車を借り入れて「スカイバス神戸」として運行[11][12]。
- 神戸市（大阪バス「神戸市内遊覧フルオープンバス」運休中）
- 姫路市（神姫バス）
以前は姫路市交通局が運行
- 那智滝、熊野那智大社・潮岬（熊野交通）
- 白浜町、千畳敷・アドベンチャーワールド（明光バス）

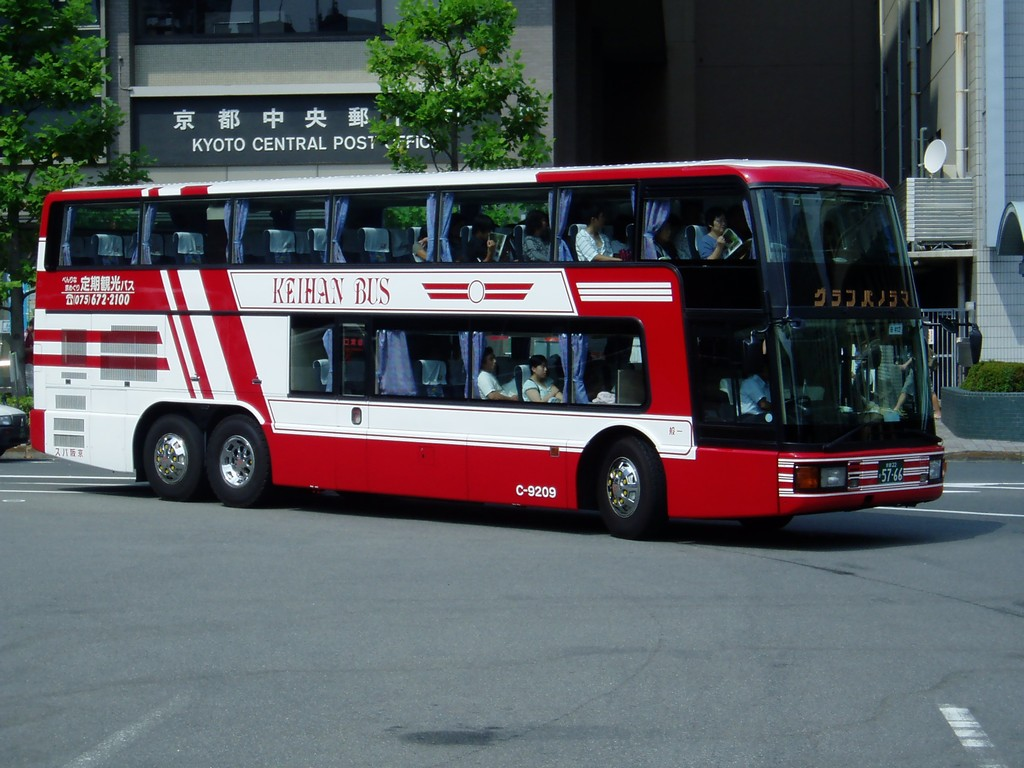
京阪バス（京都市）
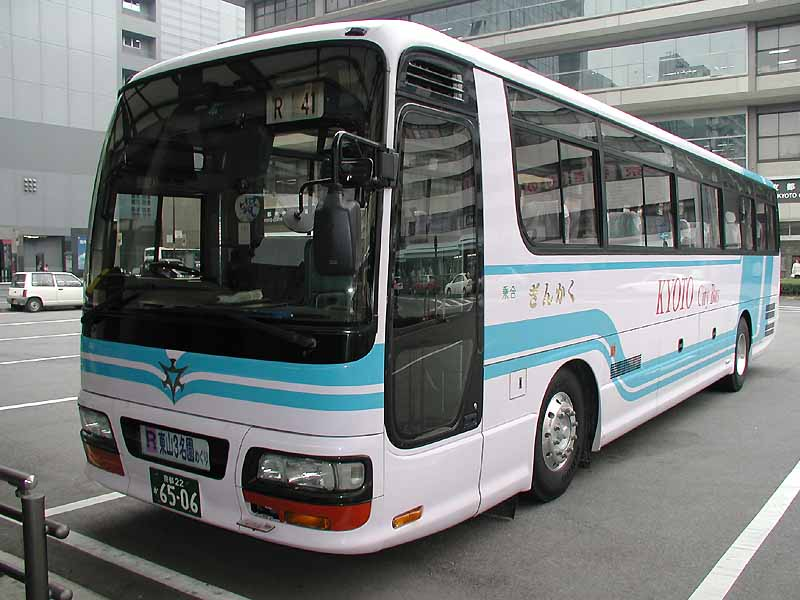
京都市交通局（撤退）（京都市）
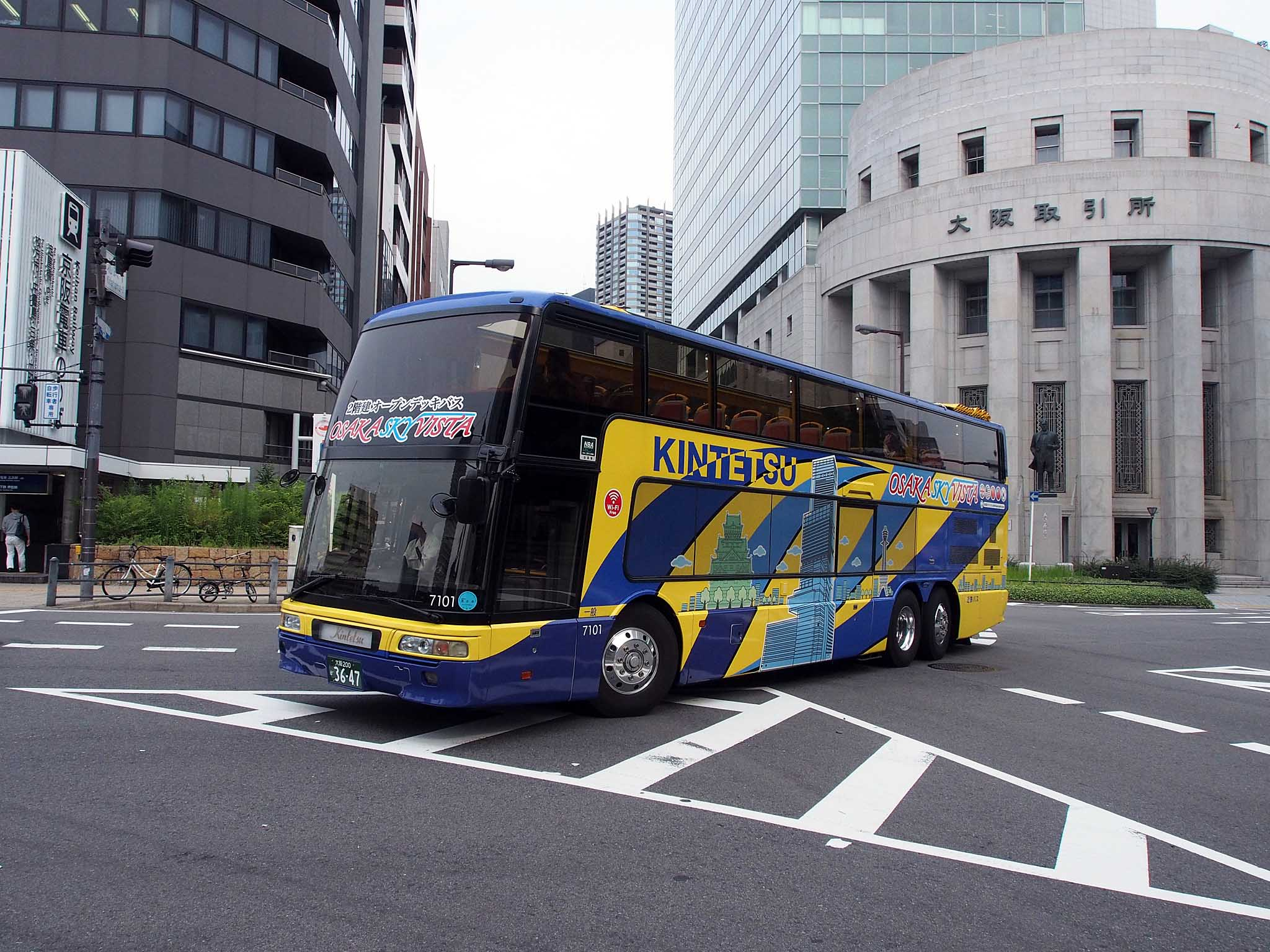
近鉄バス（大阪市）
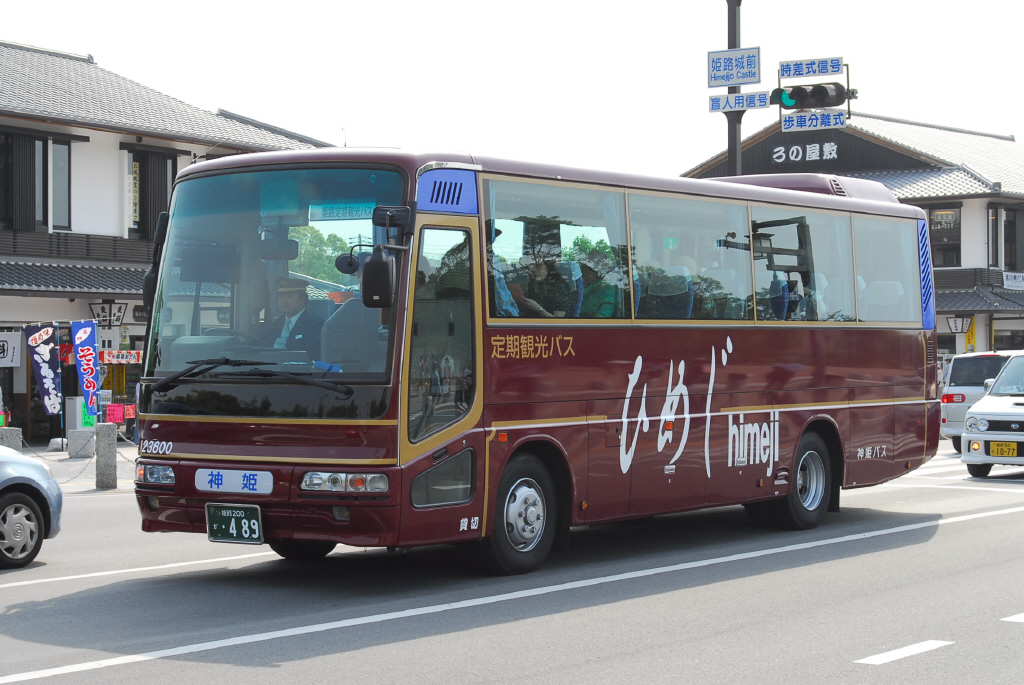
神姫バス（姫路市）
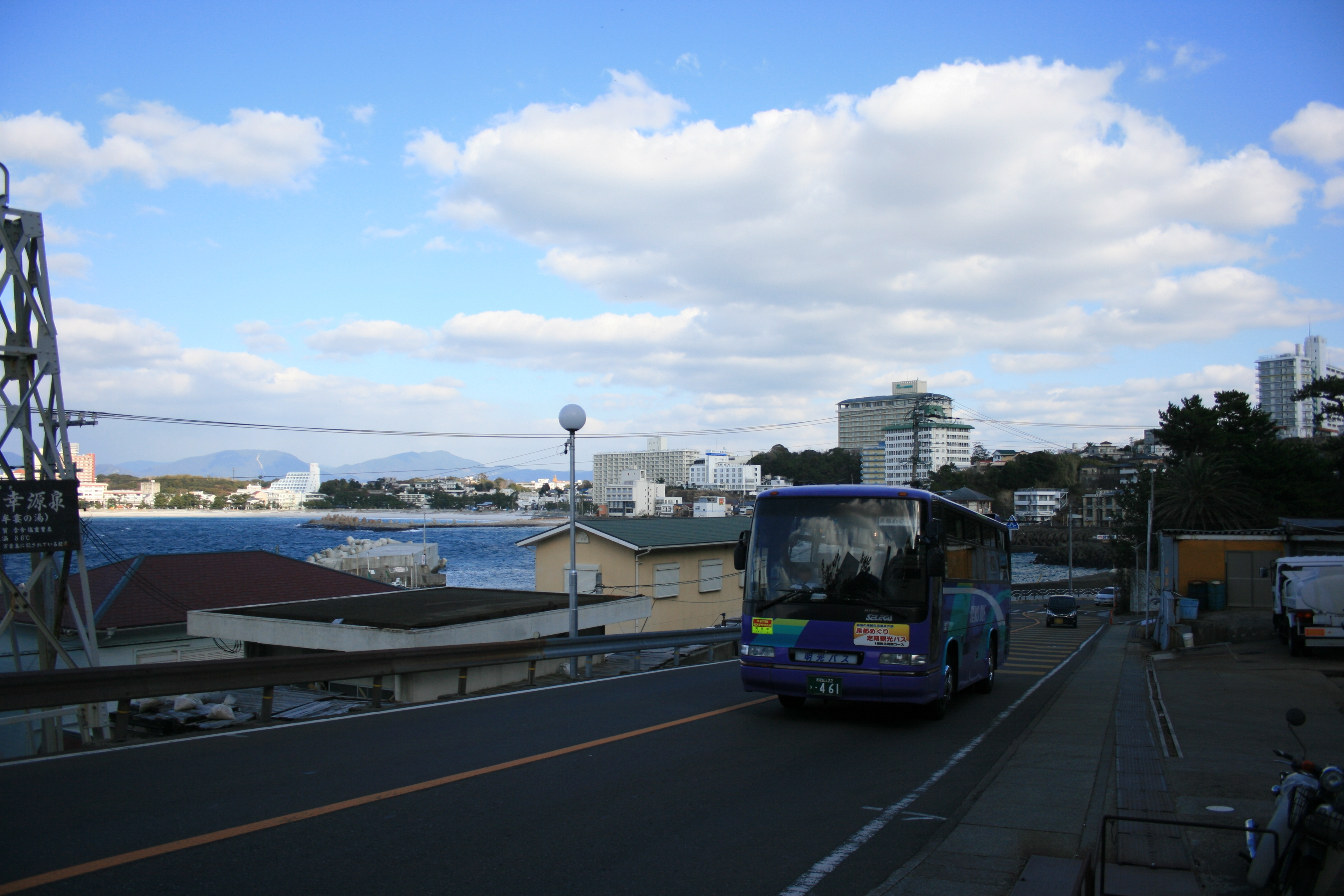
明光バス（白浜町）

### 山陽・山陰
- 岡山市・倉敷市（両備バス・岡山交通）
以前は岡山県観光バス[注釈 5]、宇野自動車（岡山市から備前市方面への定期観光バスを運行）が運行
- 広島市、宮島（JRバス中国「めいぷるスカイ」）
以前は広島バスが運行
- 福山市（鞆鉄道）
- 帝釈峡（中鉄バス）
- 竹原（芸陽バス）
- しまなみ海道（鞆鉄道・おのみちバス）
- 鳥取砂丘・大山（日本交通）
- 鳥取砂丘・浦富海岸（日ノ丸自動車）
- 松江市・出雲大社（中国ジェイアールバス、一畑バス）※別免許
- 隠岐島前西ノ島（隠岐観光）
- 山口市（防長交通）
以前は山口市交通局が運行

### 四国
- 三好市、大歩危・祖谷渓（四国交通）
- 小豆島（小豆島バス→小豆島交通）

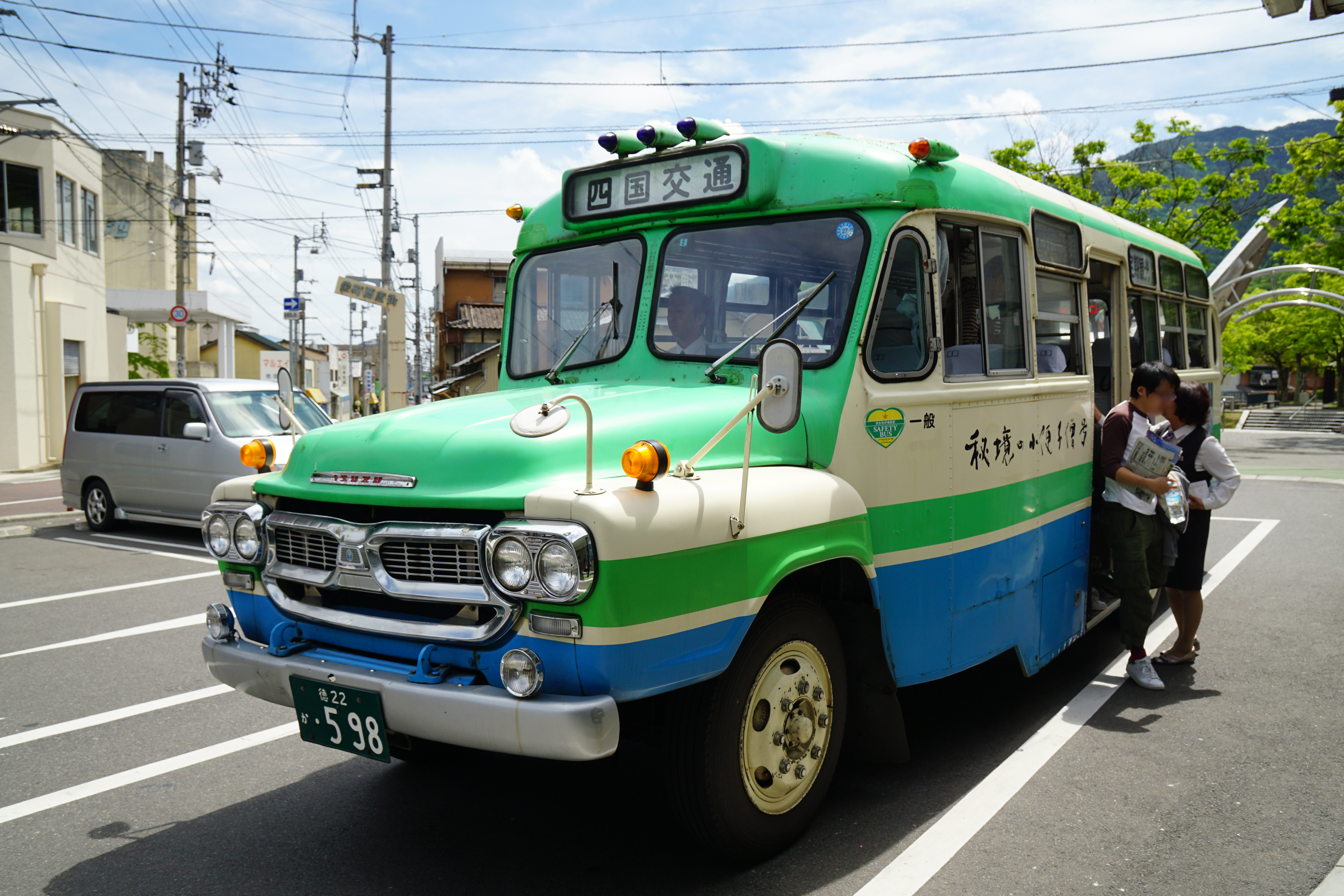
四国交通
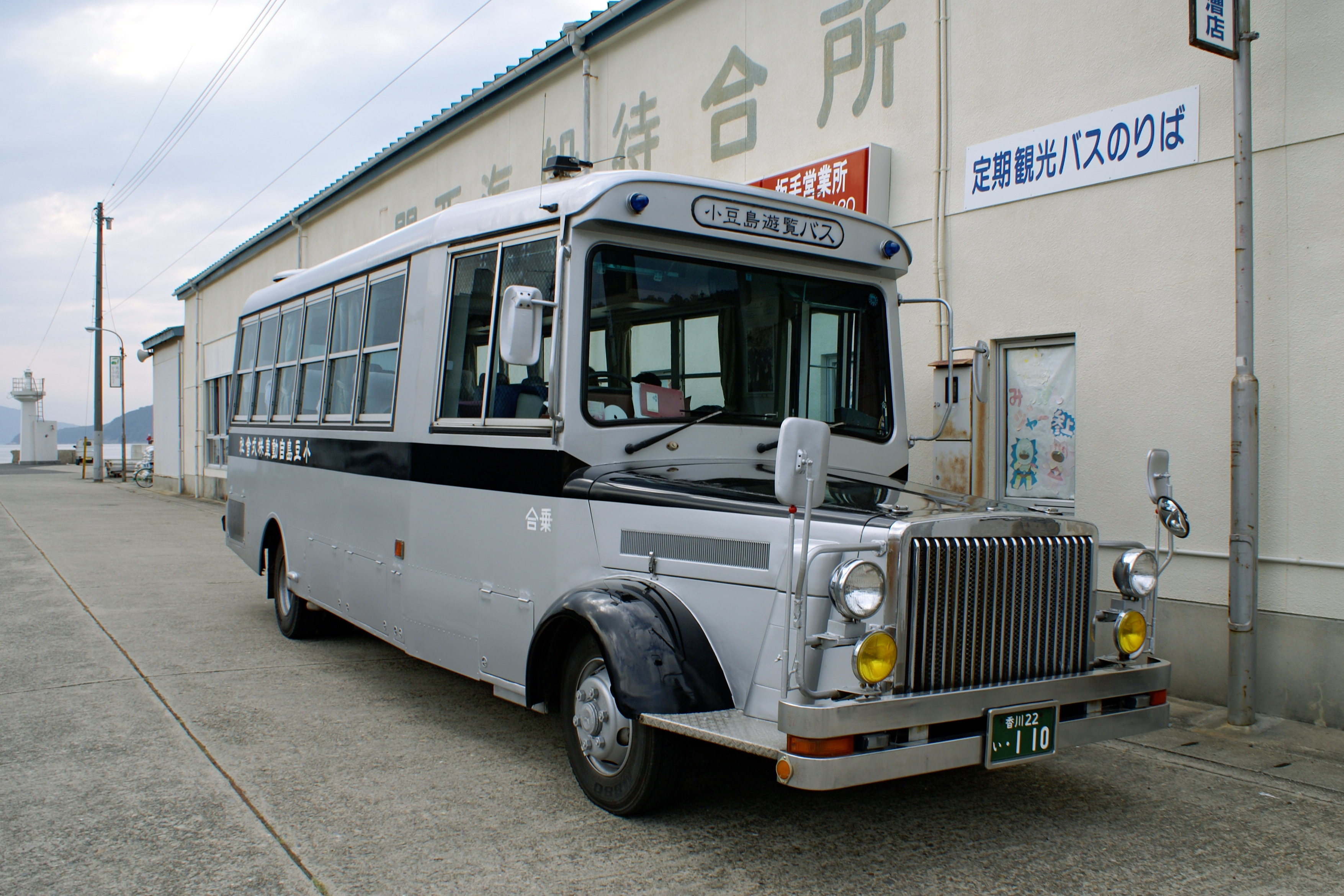
小豆島バス（撤退）

### 九州・沖縄
- 長崎市（長崎自動車）
以前は長崎県交通局も運行していたが廃止し定期観光バス事業から撤退。長崎自動車との共同運行ではなかった。
- 五島市（五島バス）
- 対馬（対馬交通）
- 壱岐（壱岐交通）
- 別府地獄めぐり・明礬温泉と大分香りの博物館・くじゅう高原と九重“夢”大吊橋（亀の井バス）
- 耶馬渓・国東半島（大分交通）
- 別府～阿蘇山～熊本（九州産交バス「九州横断バス」）
かつては熊本より先、雲仙を経て長崎まで運行していた。
- 熊本～雲仙・島原～長崎（九州産交観光・長崎自動車「雲仙・長崎オーシャン観光バス」）
- 日南海岸（宮崎交通）
- 鹿児島市・桜島（JR九州バス・鹿児島市交通局）
- 霧島・えびの高原（いわさきバスネットワーク）
- 佐多岬・開聞岳・指宿温泉・南九州市（鹿児島交通）
- 徳之島（徳之島総合陸運）
- 沖縄本島（沖縄バス[注釈 6]、那覇バス[注釈 7]）※共同運行ではない。乗り場も両社で分かれている。那覇バスは那覇バスターミナル発着、沖縄バスは本社ビル１階定期観光バス乗り場[注釈 8] から出発している。かつては琉球バス交通[注釈 9]・東陽バスも運行していた。
- 宮古島（八千代バス・タクシー）
- 石垣島（東運輸）
- 西表島（西表島交通）

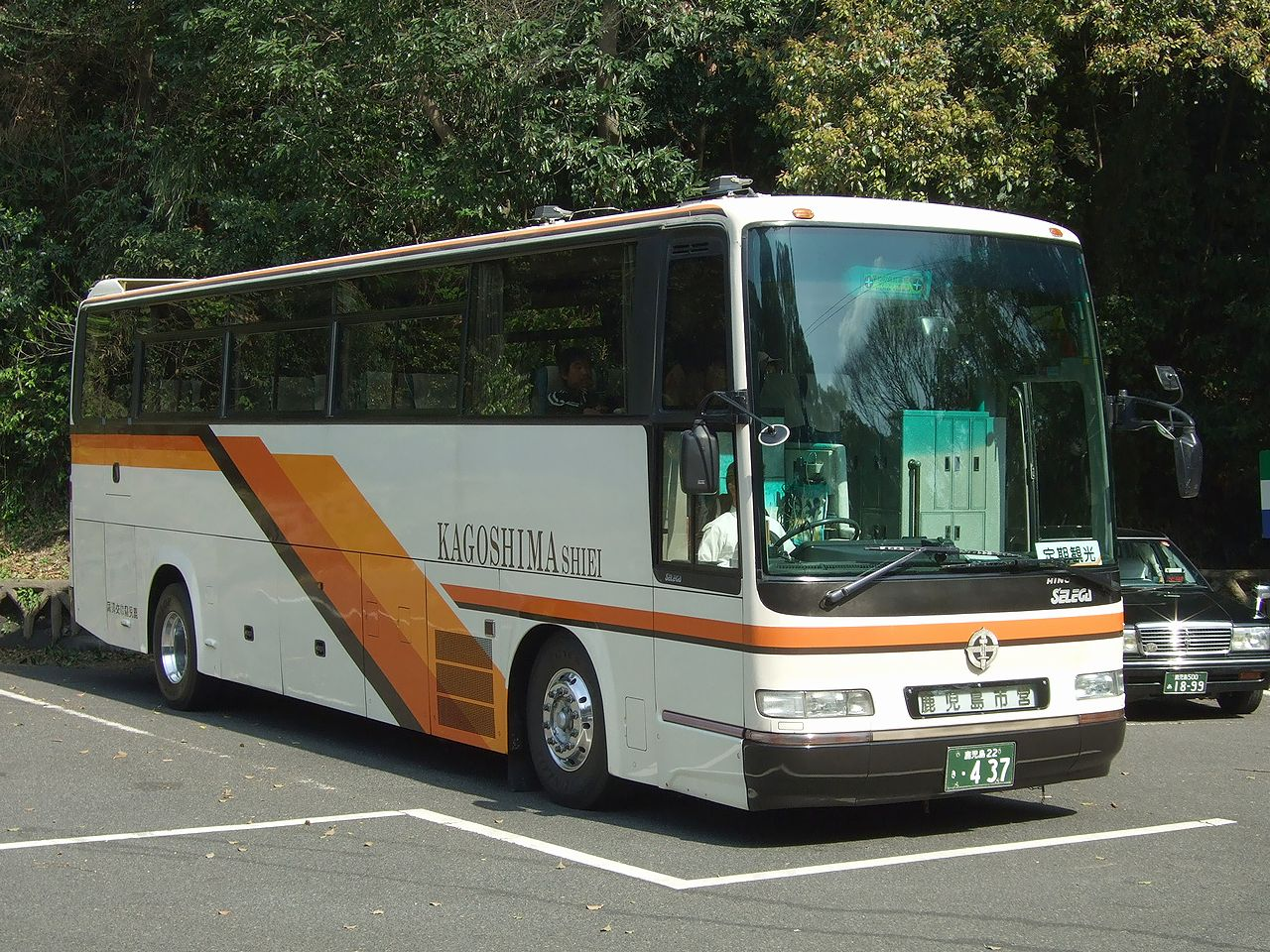
鹿児島市交通局（鹿児島市・桜島）

### 募集型企画旅行扱いで運行される地域
- 草津温泉・野反湖（ジェイアールバス関東）※季節運行
- 松江市「縁結びレトロバス」（松江市交通局）2014年4月4日-9月27日の金曜・土曜限定

## 過去に運行していた地域と事業者
廃止後は観光周遊バスに移行されたケースが多い。

### 北海道・東北
- 釧路市・厚岸町・霧多布湿原（くしろバス）
- 富良野市（ふらのバス）
- 夕張市（夕張鉄道）
- 道南バス（洞爺湖・有珠山）
- 八甲田山・三内丸山遺跡・浅虫温泉（青森市交通部）
- 弘前市（弘南バス）
- 十和田湖（ジェイアールバス東北）
- 八戸市（八戸市交通部）
- 遠野市（ジェイアールバス東北）
- 最上川下り・羽黒山（出羽三山）・山寺（山交バス）
最上川と出羽三山は温海温泉・鶴岡から庄内交通も運行していた。
- 磐梯吾妻スカイライン・磐梯山・猪苗代湖・五色沼（福島交通）
- 喜多方市・猪苗代町（会津乗合自動車）
- いわき市（常磐交通自動車）

### 関東
- 水戸市・偕楽園・袋田の滝（茨城交通）
水戸黄門にちなんだコースや、季節限定で軍鶏鍋・あんこう鍋を賞味するコースも設定されていた。
- 千葉市（京成電鉄・千葉中央バス）
- 銚子市（千葉交通～千葉交タクシー）
- 横浜市（横浜市交通局「横濱ベイサイドライン」）
2016年9月末で運行終了[14]
- 箱根町（箱根登山バス「まるごと箱根号」　伊豆箱根バス）
- 三浦市、観音崎・城ヶ島・京急油壺マリンパーク（京浜急行電鉄）
- 伊豆大島（東海汽船）
- 八丈島（八丈町営バス）
- 三宅島（三宅村営バス）

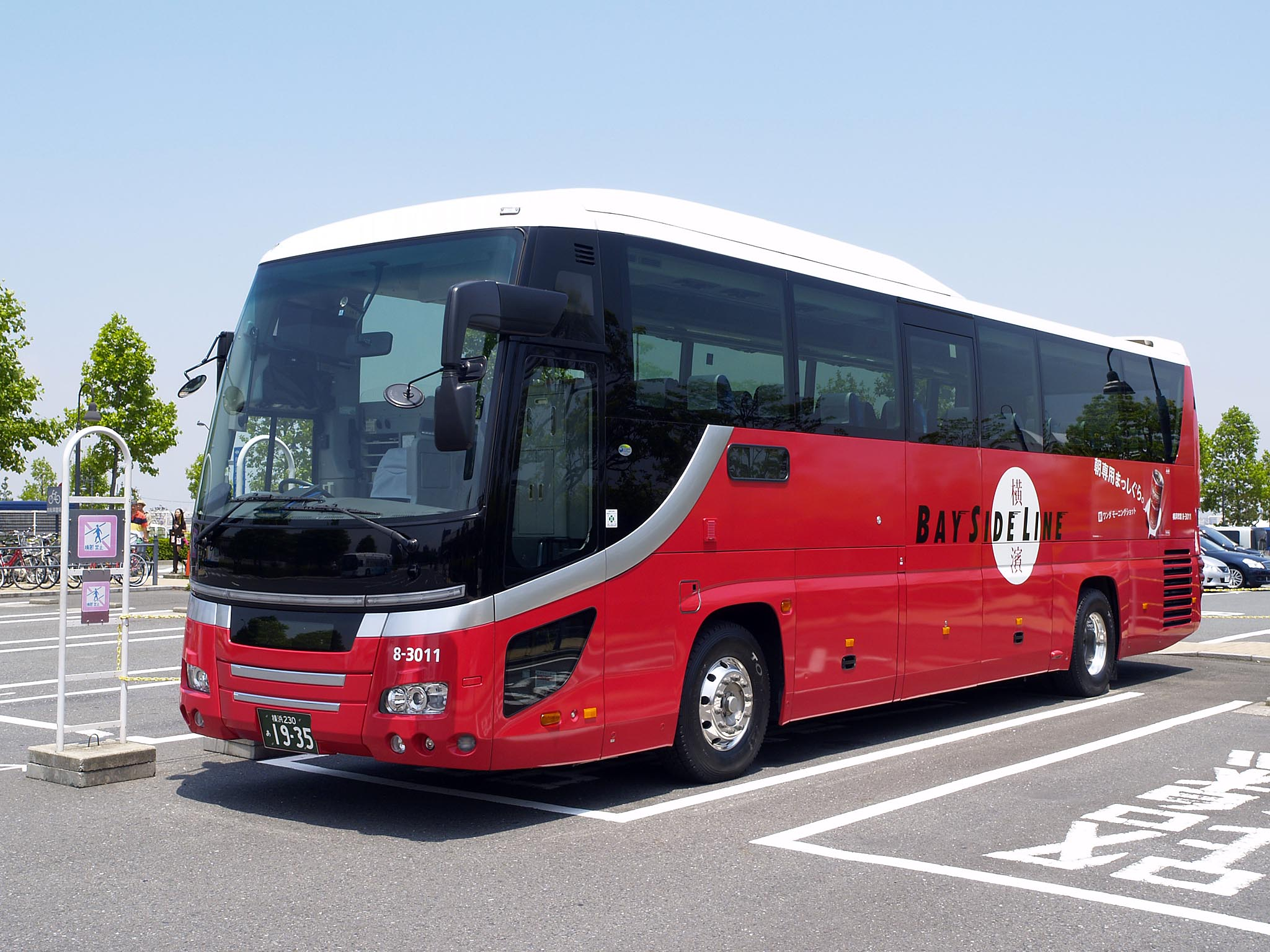
横浜市交通局（横浜市）
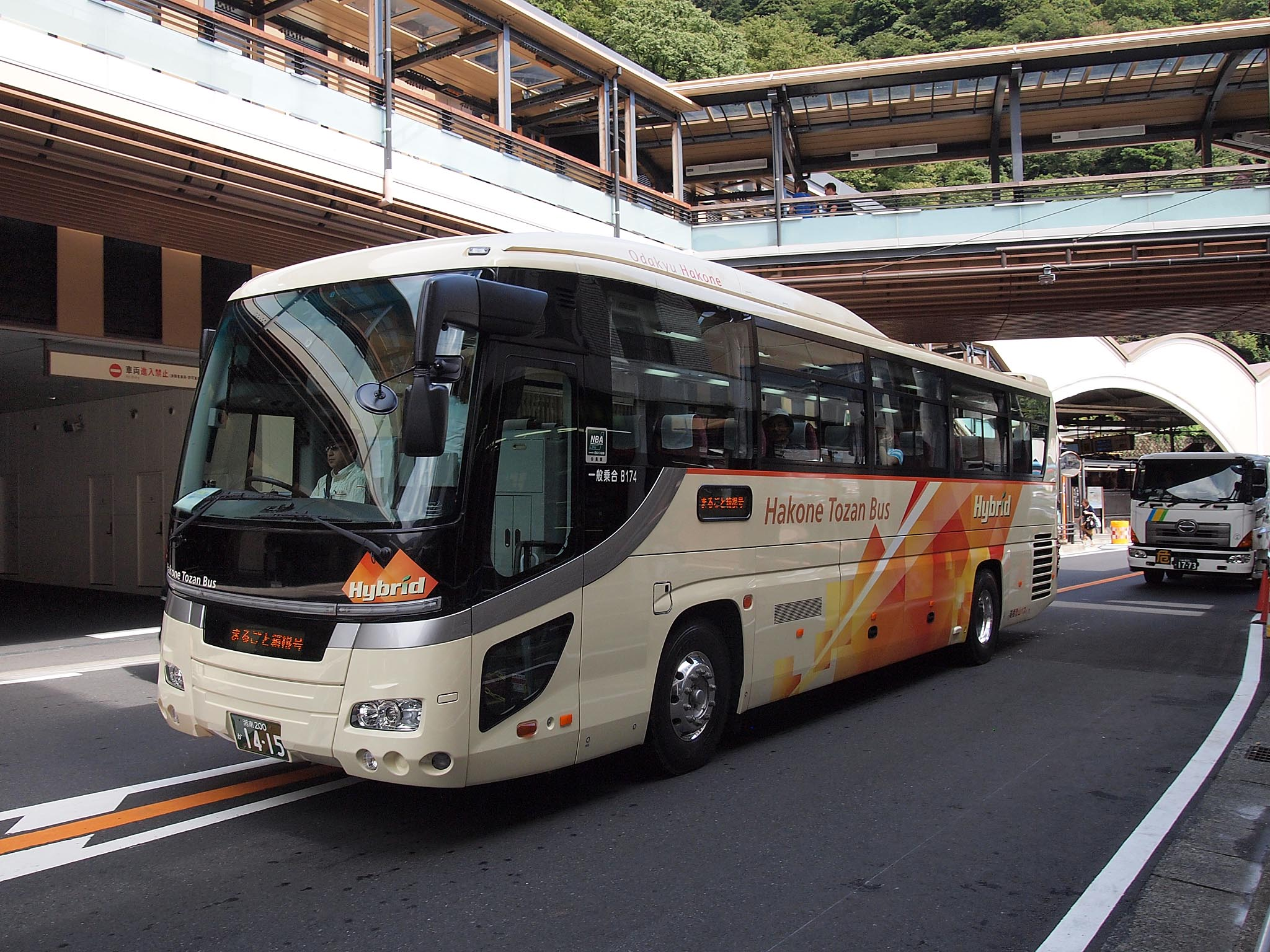
箱根登山バス（箱根町）

### 中部
- 甲府市・韮崎市、昇仙峡・清里高原（山梨交通）
1988年に放送されたNHKの大河ドラマ「武田信玄」にちなんだコースや、平成初期にはぶどうや桃などの果物狩りを組み込んだコースも設定されていた。2000年2月を最後に廃止。
- 松本市・上高地・美ヶ原（松本電気鉄道）（現、アルピコ交通）
- 志賀高原・発哺温泉・草津白根山（長電バス）
- 別所温泉・生島足島神社（上田交通）
- 新潟市、弥彦神社（新潟交通）
- 長岡市・出雲崎町・奥只見ダム（越後交通）
- 高岡市（加越能鉄道）
- 名古屋市（名古屋遊覧バス）
- 永平寺・東尋坊・越前海岸（京福バス）
- 三方五湖（福井鉄道）
- 小浜駅・若狭湾（西日本ジェイアールバス）
- 浜松市・浜名湖（遠州鉄道）
- 渥美半島（豊橋鉄道）
- 三河湾国定公園（名古屋鉄道～サンライズバス）
- 岐阜市・関ケ原町・美濃市（岐阜市交通事業部）

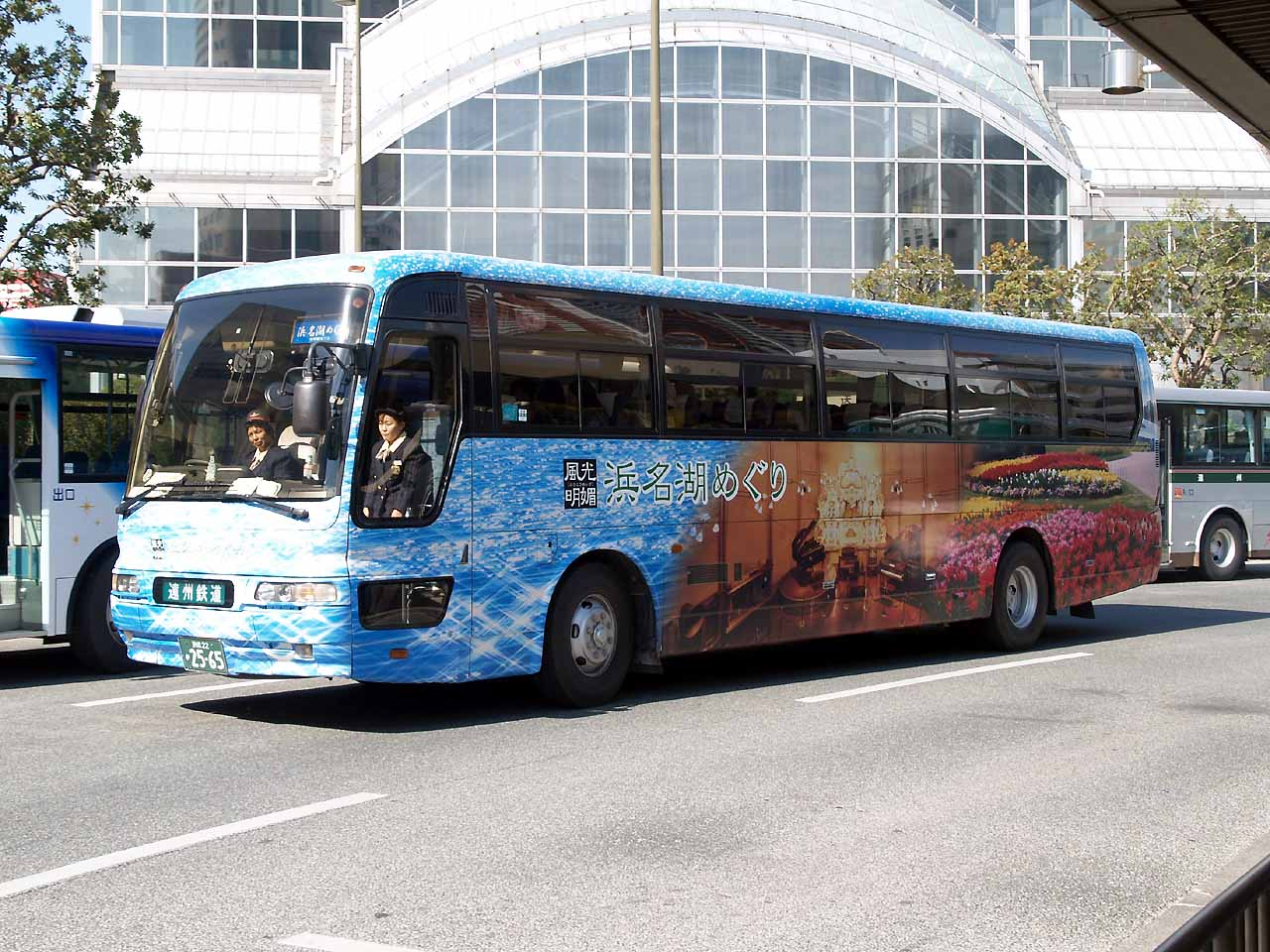
遠州鉄道（浜名湖）
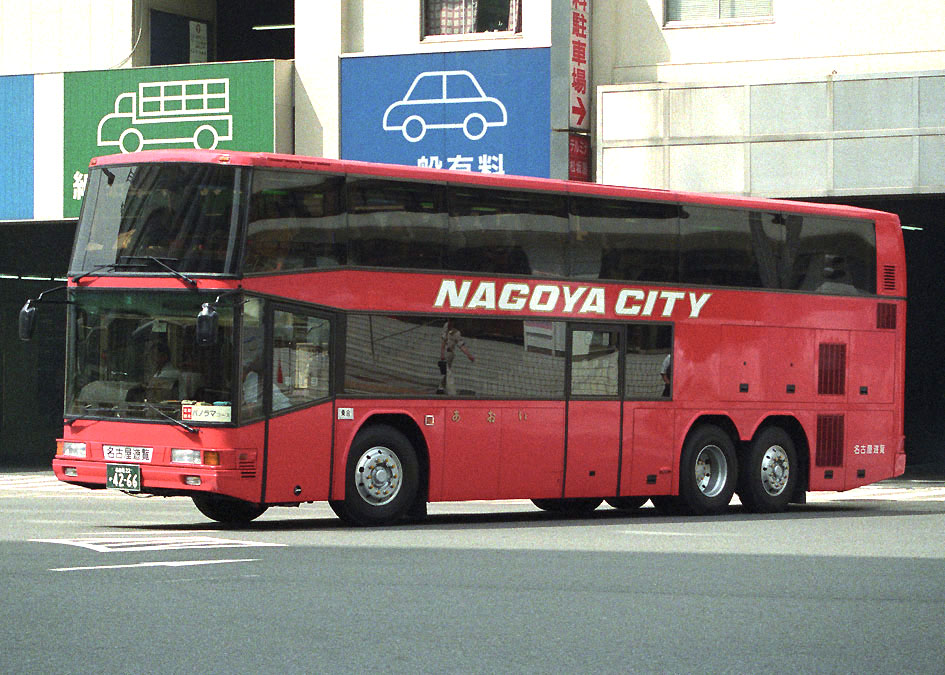
名古屋遊覧バス（名古屋市）

### 近畿
- 大阪市・関西国際空港（日本交通）
弁天町バスターミナルおよび大阪シティエアターミナルから発着していた。
- 和歌山市（和歌山バス）
- 豊岡市、出石・玄武洞（全但バス）
- 淡路島（淡路交通）

### 山陽・山陰
- 下関市（サンデン交通）
- 岩国市（岩国観光バス）
アメリカ海兵隊岩国基地が車窓見学コースに組み込まれていた。
- 隠岐（隠岐一畑交通）
- 萩市（防長交通）

### 四国
- 高松市、琴平町（ことでんバス・琴平参宮電鉄）
- 松山市・道後温泉（伊予鉄バス）
- 徳島市（徳島市交通局）
- 鳴門海峡（徳島バス）
- 高知市（高知県交通）
- 竜串・足摺岬（高知県交通）

### 九州
- 北九州市・関門海峡・小倉城・スペースワールド（西日本鉄道）
- 福岡市、太宰府天満宮（西鉄観光バス）
- 唐津市（昭和自動車）
- 西海国立公園、有田・平戸島（西肥自動車）
- 雲仙市（長崎県交通局）
- 佐賀市（佐賀市交通局）
1998年-2001年に受託運行[15]。
- 佐世保市（佐世保市交通局）
- 熊本市（産交バス「みずめぐりん」・「もりめぐりん」）
以前は九州産交バスがこの他に菊池・阿蘇コースや天草遊覧コースを含む複数のコースを運行していた[注釈 10]。
- 阿蘇市（産交バス「ASOギャラリーバス」）
過去には小国町・黒川温泉を巡るルートもあった。
- 人吉市・五木村（産交バス「いつきちゃん号」）
春期から秋期（梅雨期を除く）にかけての期間限定で土・日・祝祭日のみ（紅葉期は毎日）の運行だった
- 高千穂峡（宮崎交通）
- 種子島（種子島交通)
- 奄美大島（奄美交通）

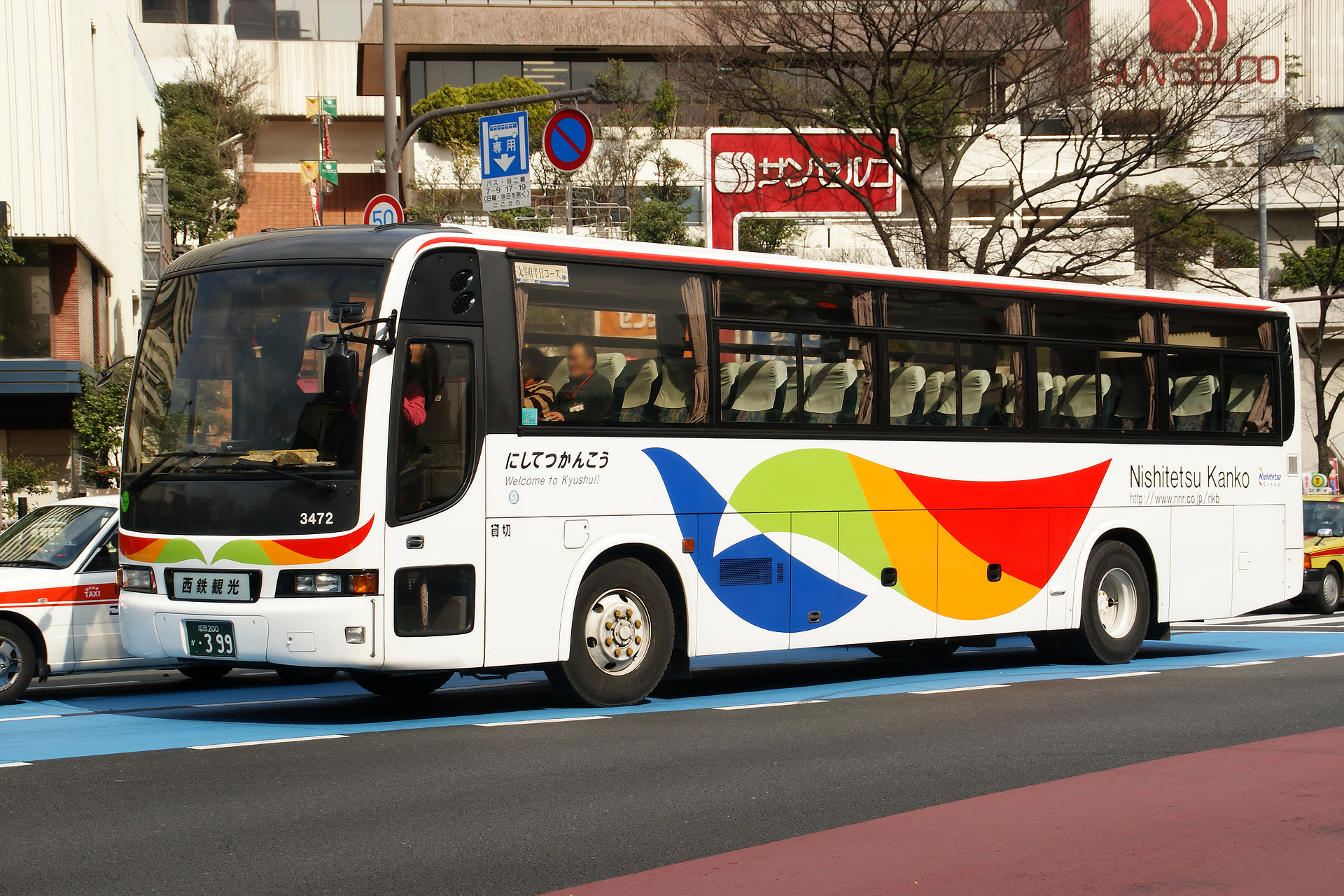
過去に定期観光バスを運行していた西鉄観光バス（北九州市・福岡市）
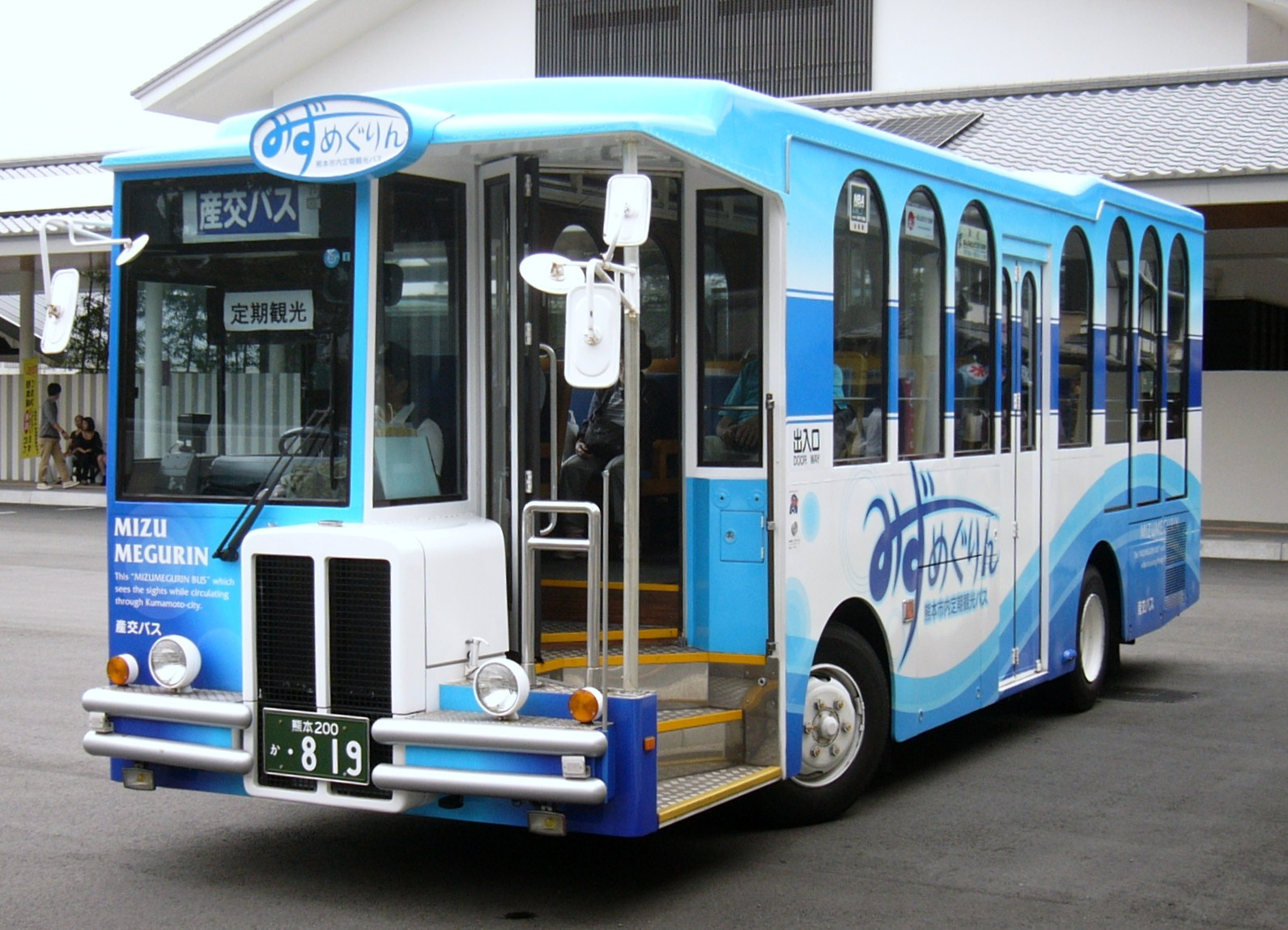
産交バス（熊本市）

## 課題
- 定期観光バスは一般の路線バスや高速バス、貸切バスに比べると利益率は相対的に低い。そのため特に公営バス事業者においては、本業の路線バス事業が赤字の状態で定期観光バスを維持することが疑問視されることがある[16][17]。
- また地方自治体が路線バス事業者に対して交付する路線維持補助金についても、公共交通機関の範疇から外れる定期観光バスは補助の対象外となっている。

このほか以下のような問題・課題が指摘されている。
- バスガイドの育成確保[8]
- 外国人対応[8]
- 利用者増による混雑[8]
- ルートのマンネリ化[8]